# 1st Cavalry Division (United States Army)
La 1st Cavalry Division — Prima Divisione di Cavalleria — (nota anche come First Team, cioè "Prima Squadra" o 1CD) è uno dei reparti più famosi e più decorati dello United States Army.
Dopo la seconda guerra mondiale, ed oltre a tale conflitto, l'unità è stata significativamente impegnata in Corea, Guerra del Vietnam, Prima e Seconda guerra del Golfo.
Attualmente, è una divisione pesante corazzata con base a Fort Hood, Texas. È una delle più grandi divisioni americane con oltre 16 000 effettivi ripartiti in quattro brigate da combattimento ed unità logistiche. Nel periodo della Guerra del Vietnam venne equipaggiata con un gran numero di elicotteri e trasformata in divisione di cavalleria aeromobile, svolgendo un ruolo centrale nella strategia operativa adottata dal generale William Westmoreland.
Oggi è subordinata al III Corps
ed è comandata dal maggior generale Daniel P. Bolger.

## Storia

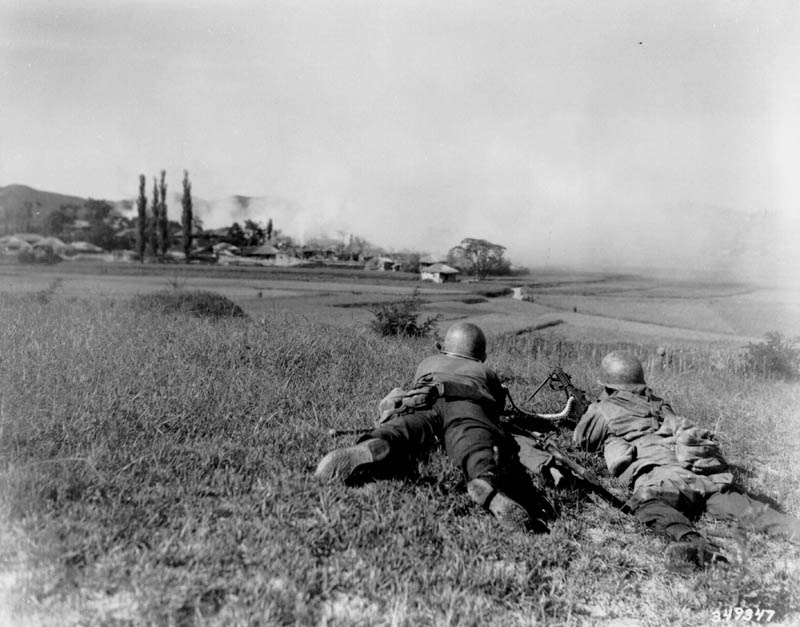
Squadra mitragliere-servente della 1CD in Corea (1950)

La storia della 1CD iniziò il 4 aprile 1921, quando l'esercito fissò la Table of Organization & Equipment di una divisione permanente di cavalleria. La TO&E in questione autorizzava un'organizzazione a "divisione quadrata" di 7 463 Ufficiali e Truppa, strutturata come segue.
- Aliquota comando (34 uomini)
- Due separate brigate di cavalleria (2 803 uomini)
- Battaglione di artiglieria campale (790 uomini)
- Battaglione genio (357 uomini)
- Comando logistico di divisione (276 uomini)
- Comando truppe speciali (337 uomini)
- Compagnia ambulanze (63 uomini).

Il 20 agosto 1921, l'Adjutant General del Dipartimento della Guerra degli Stati Uniti costituì la 1st e la 2nd Cavalry Division
per adeguarsi alle esigenze della mobilitazione parziale, ed autorizzò la fondazione della 1CD in conformità del nuovo TO&E il 31 agosto 1921. Poiché la 1CD doveva essere creata traendo risorse da unità esistenti, riuscì ad essere operativa a settembre di quell'anno, anche se i reparti dipendenti non arrivarono completamente alle destinazioni loro assegnate prima del 1922.
La 1CD fu assegnata alla VIII Corps Area, con il quartier generale e la Seconda brigata di stanza a Fort Bliss, Texas, e la Prima brigata a Douglas, Arizona. I locali usati dal quartier generale erano stati in precedenza utilizzati dalla 8th United States Brigade, al tempo del comando di John Pershing (1916), e durante la prima guerra mondiale dalla 15th Cavalry Division, presente a Fort Bliss tra il dicembre 1917 ed il maggio 1918.
La costituzione dell'organico nella 1CD andò a rilento. Il 1°, il 7º e l'8º reggimento di cavalleria erano stati in precedenza assegnati alla 15th Cavalry Division (istituita solo per il tempo di guerra) e successivamente erano stati riconsegnati alla VIII Corps Area Troop List il 12 maggio 1918. Il 1º Rgt. venne trasferito alla 1CD il 20 agosto 1921. Il 7°, l'8º ed il 10º Rgt. seguirono la stessa sorte il 13 settembre 1921, benché l'assegnazione del 10° fosse controversa perché il trasferimento violava le Leggi Jim Crow (in tema di segregazione razziale).
La controversia si protrasse fino al 18 dicembre 1922, quando il 5º Rgt. prese il posto del 10°.
Dopo la costituzione delle divisioni del primo dopoguerra, l'esercito attraversò un lungo periodo di stagnazione e decadenza. Il National Defense Act del 1920 autorizzava un Regular Army da 296 000 uomini, ma il Congresso un po' alla volta recedette da un tal numero.

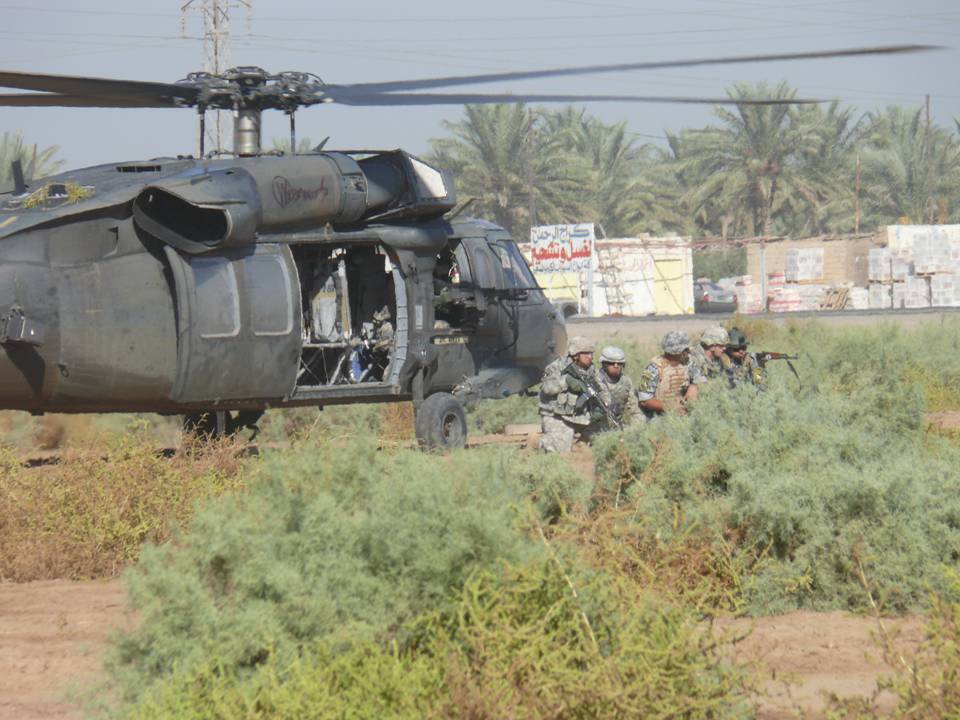
Baghdad, ottobre 2009. Elementi della 1CD e della Polizia Federale irachena prendono posizione dopo un elisbarco.

Non solo il Regular Army, ma anche la National Guard non riuscì a reclutare i 486 000 uomini teoricamente assegnati, e le Organized Reserves si ridussero ad un mero serbatoio di ufficiali di riserva. L'origine dei problemi dell'esercito era il denaro. Il Congresso stanziava annualmente solo una metà circa dei fondi richiesti dallo Stato Maggiore della forza armata. Depauperate di personale e di risorse economiche, le divisioni di fanteria e di cavalleria gradualmente si riducevano ad organizzazioni scheletriche.
Tra il 1923 ed il 1939 si manifestò un progressivo declino delle divisioni quali effettive unità da combattimento, tanto che i relativi comandanti rimanevano titolari di una responsabilità puramente addestrativa, del resto assai teorica, perché gravemente ostacolata da limiti di bilancio che ne svuotavano la sostanziale pratica.
La storia specifica della 1CD è un buon esempio del dilemma (tra realismo ed idealismo) che in quegli anni — in cui non a caso esplodeva la Grande depressione — attanagliava l'esercito americano. Nel 1923 la 1CD compì le manovre divisionali per la prima volta, ripromettendosi di rinnovarle annualmente, ma le ristrettezze finanziarie non lo consentirono. Solo nel 1927, ed anche grazie alla generosità di alcuni proprietari di ranch che avevano gratuitamente messo a disposizione parte delle loro tenute, la divisione poté di nuovo svolgere un'analoga esercitazione.
Nel maggio 1928, il maggior generale Herbert B. Crosby, Capo della Cavalleria, alle prese con i tagli di personale nella sua arma, riorganizzò i reggimenti di cavalleria, il che di riflesso comportò un ridimensionamento anche della 1CD. Scopo di Crosby era la riduzione dei costi generali con il mantenimento, o addirittura l'aumento, della potenza di fuoco dei reggimenti. Dopo la ristrutturazione, ciascun reggimento di cavalleria consisteva di un comando ed un nucleo comando; un nucleo mitraglieri; un'aliquota per l'assistenza sanitaria e spirituale; due squadroni, ciascuno con un'aliquota comando e due nuclei di linea. I preesistenti squadroni mitraglieri a livello brigata furono sciolti, posto che la responsabilità addestrativa e di impiego dei mitraglieri veniva contestualmente assegnata ai comandanti di reggimento, come avveniva in fanteria.
Più o meno nello stesso periodo, l'Army Staff, nel tentativo di accrescere l'utilità delle divisioni di cavalleria in organico di guerra, pubblicò nuove tables of organization. per un reparto di dimensioni ancora maggiori. La nuova struttura riprendeva i cambiamenti apportati alla divisione a partire dal 1921, che comprendevano un accrescimento del nucleo comunicazioni (177), l'espansione dell'unità medica al livello di uno squadrone (233), e l'avallo della scelta di Crosby di trasferire le unità mitraglieri dalle brigate ai reggimenti (2X176). Furono aggiunti una sezione di aviazione divisionale, uno squadrone autoblindo (278), ed una compagnia carri (155), mentre il battaglione di artiglieria da campagna fu espanso fino alla dimensione di reggimento (1 717). La forza divisionale ascese a 9 595 uomini. Sebbene le nuove tables avessero poco impatto sulla struttura della cavalleria nel tempo di pace, la 1CD invero ricevette alla fine un singolo nucleo di uno sperimentale squadrone autoblindo, e il suo battaglione di artiglieria campale fu effettivamente trasformato in reggimento.
Con l'avvento degli anni trenta, vi fu una seria elaborazione dottrinale finalizzata alla costruzione di un esercito motorizzato e meccanizzato. Per agevolare questo processo, il 3 gennaio 1923 la 1CD scambiò il proprio Primo reggimento con il Dodicesimo.
Tenendo conto delle raccomandazioni dell'VIII Corps Area, dell'Army War College, e della Command and General Staff School, la commissione sviluppò una nuova più piccola divisione di cavalleria "triangolare", che la 1CD valutò durante le manovre a Toyahvale, Texas, nel 1938. Come il test del 1937 sulle divisioni di fanteria, le manovre si concentrarono sui reggimenti di cavalleria divisionale, intorno ai quali si sarebbero dovute organizzare tutte le altre unità.
A seguito del test, una commissione di ufficiali della 1CD, guidata dal brigadier generale Kenyon A. Joyce, rigettò la divisione su tre reggimenti, auspicando la conservazione della divisione su due brigate (ovvero su quattro reggimenti). Quest'ultima configurazione permetteva alla divisione di schierarsi agevolmente in due colonne, il che era una tattica della cavalleria ordinaria ed accettata. Tuttavia, la commissione caldeggiò la riorganizzazione del reggimento di cavalleria su linee triangolari, che gli avrebbe dato un comando ed un nucleo comando, uno squadrone mitraglieri con nuclei armi speciali e tre squadroni fucilieri, ciascuno con un nucleo mitraglieri e tre di fucilieri. Non veniva apportato alcun cambiamento di rilievo sull'artiglieria campale, ma il test dimostrò che l'aliquota genieri doveva rimanere uno squadrone per fornire alla divisione maggior mobilità sul campo di battaglia e che l'idea delle truppe speciali doveva essere estesa fino a comprendere comando di divisione, nucleo comunicazioni e logistica; squadroni commissariato, sanità, ricognizione ed osservazione; ed un distaccamento guerra chimica. Un comando sarebbe stato preposto all'amministrazione ed al controllo disciplinare di queste forze.
Sebbene lo studio non abbia portato ad una riorganizzazione generale della divisione di cavalleria, il reggimento di cavalleria per il tempo di guerra fu ristrutturato, con effetto 1º dicembre 1938, per farlo consistere di un comando ed un nucleo comando, nuclei mitraglieri ed armi speciali, e tre squadroni di tre nuclei fucilieri ciascuno. I nuclei speciali rimasero com'erano nel 1928, e non vi fu posto nella divisione per uno squadrone osservazione o un distaccamento guerra chimica. Con le modifiche burocratiche nelle divisioni di cavalleria ed altri ritocchi minori, la forza di una divisione "da guerra" arrivava a schierare 10 680 componenti.
Per prepararsi al servizio bellico, la 1CD partecipò alle seguenti manovre:
- Toyahvale, TX Maneuvers — 7-30 ottobre 1939.
- Cravens-Pitkin Louisiana Maneuvers — 13-24 agosto 1940.[24]
- Second 3rd Army Louisiana Maneuvers — 10 agosto - 4 ottobre 1941.
- VIII Corps Louisiana Maneuvers presso Mansfield (Louisiana)[25] — 27 luglio – 21 settembre 1942.

### Dalla Seconda guerra mondiale al 1950

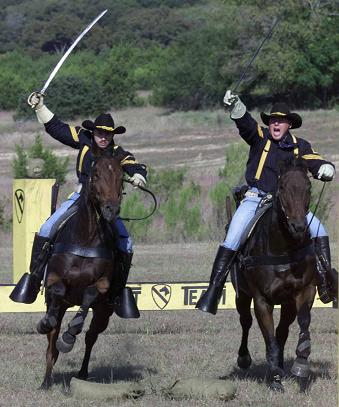
Due cavalleggeri dell'"Horse Cavalry detachment of the U.S. Army's 1st Cavalry" (un reparto montato che tuttora si addestra come nel 1880: si notino le insegne della 1CD sullo sfondo) provano una carica alla sciabola.

Con l'attacco di Pearl Harbor (7 dicembre 1941), la fase del "gran laboratorio" per sviluppare e collaudare le organizzazioni, di cui aveva scritto George Marshall nell'estate del 1941, si concluse, ovviamente, ma il War Department non aveva ancora messo a punto le sue divisioni ideali di fanteria, cavalleria, corazzate e motorizzate. Nel 1942 ripensò daccapo le divisioni basandosi sulle esperienze acquisite nelle grandi manovre di quartier generale dell'anno precedente. Come già in passato, le riorganizzazioni spaziavano dai piccoli ritocchi ai mutamenti rivoluzionari.
Anche la 1CD mantenne la configurazione "quadrata" dopo le manovre del 1941, ma con delle modifiche. La divisione perse il suo nucleo controcarro, le brigate persero i loro nuclei armi speciali, i reggimenti persero sia questi ultimi nuclei sia i nuclei mitraglieri. Questi cambiamenti non fecero scemare la potenza di fuoco dvisionale, ma collocarono la maggior parte delle armi di reparto in seno ai nuclei di cavalleria. Il numero di mitragliatrici calibro.50 fu quasi triplicato. Nello squadrone ricognizione, furono eliminati i nuclei motociclisti e autoblindo, sostituiti da un nucleo supporto e tre nuclei ricognizione equipaggiati con carri armati leggeri. Gli effettivi della divisione passarono da 11 676 a 12 112.

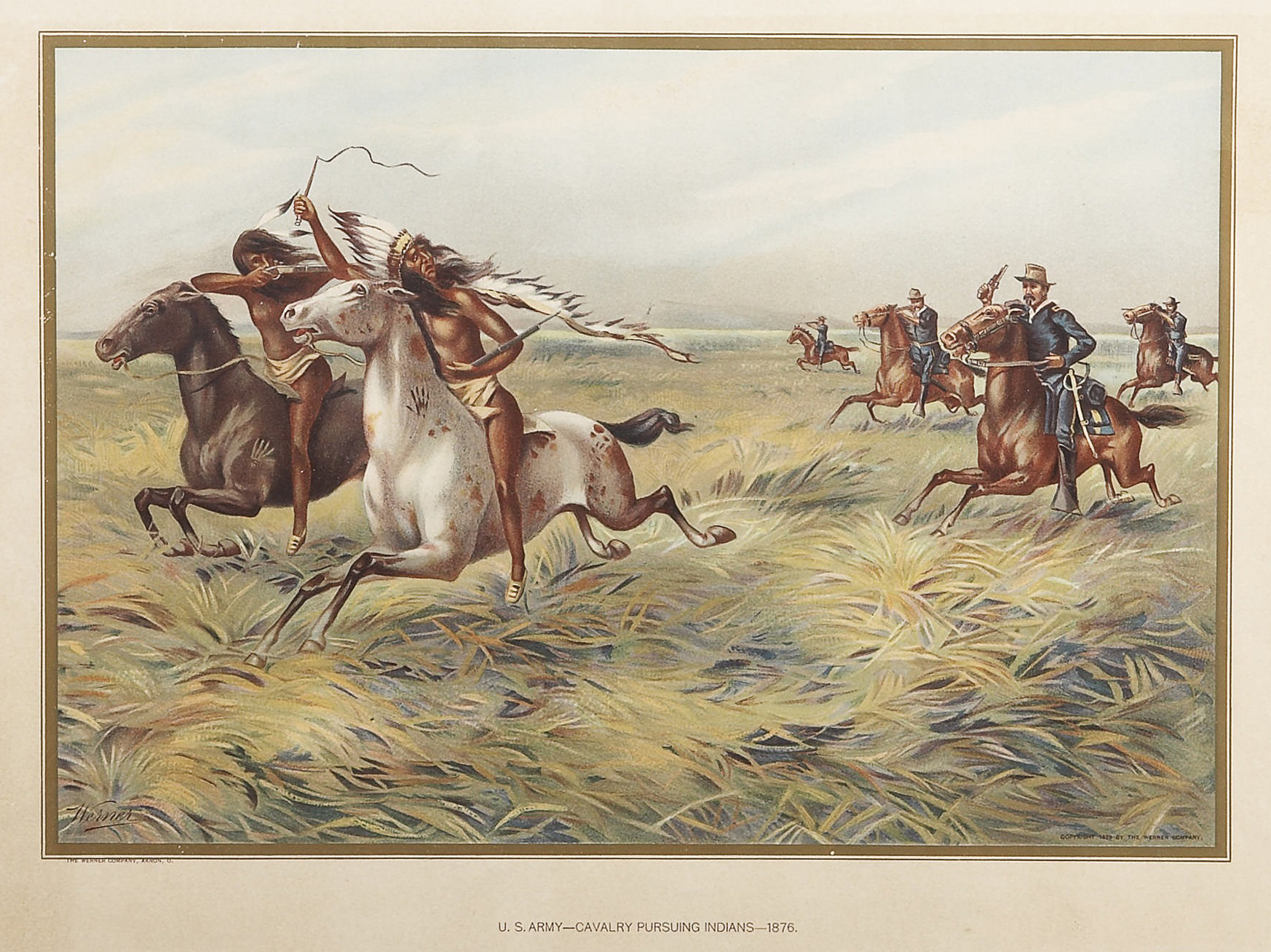
Artista anonimo, cromolitografia del 1899 (circa) raffigurante cavalleggeri USA che inseguono alcuni indiani.

Le ultime unità appartenenti alla 1CD effettivamente montate (a cavallo) abbandonarono definitivamente i destrieri e si convertirono in formazioni di fanteria il 28 febbraio 1943. Tuttavia, per le parate nel 1972 fu istituito in seno alla divisione un reparto speciale montato noto come Horse Platoon ("plotone a cavallo") - poi ridenominato Horse Cavalry Detachment.. Com'è facilmente intuibile, tale reparto ha lo scopo di rappresentare le tradizioni ed il retaggio della cavalleria statunitense nelle cerimonie militari ed altre manifestazioni pubbliche.
In sostanza, la divisione fu varata con la struttura di una Augmented Light Infantry Division. Dai registri di Camp Stoneman, California, risulta la seguente cronologia dei reparti della 1CD:
| UNITÀ                                         | DISLOCATA | PARTENZA  | ARRIVO    |
| --------------------------------------------- | --------- | --------- | --------- |
| HHT, 1st Cavalry Division                     | 21 giugno | 26 giugno | 11 luglio |
| HHT, 1st Cavalry Brigade                      | 21 giugno | 3 luglio  | 24 luglio |
| HHT, 2nd Cavalry Brigade                      | 18 giugno | 26 giugno | 11 luglio |
| 5th Cavalry Regiment                          | 20 giugno | 2 luglio  | 24 luglio |
| 7th Cavalry Regiment                          | 18 giugno | 26 giugno | 11 luglio |
| 8th Cavalry Regiment                          | 18 giugno | 26 giugno | 11 luglio |
| 12th Cavalry Regiment                         | 20 giugno | 3 luglio  | 24 luglio |
| HHB, 1st Cavalry Division Artillery (DIVARTY) |           |           |           |
| 61st Field Artillery Battalion                |           | 3 luglio  | 24 luglio |
| 82nd Field Artillery Battalion                |           | 4 giugno  | 23 giugno |
| 99th Field Artillery Battalion                |           | 23 maggio | 23 giugno |
| 8th Engineer Squadron                         |           | 23 maggio | 18 giugno |
| 1st Medical Squadron                          |           |           |           |
| 16th Quartermaster Squadron                   |           |           |           |
| 7th Cavalry Recon Squadron                    |           | 26 giugno | 11 luglio |
| 1st Antitank Troop                            |           |           |           |
| 1st Signal Troop                              |           |           |           |

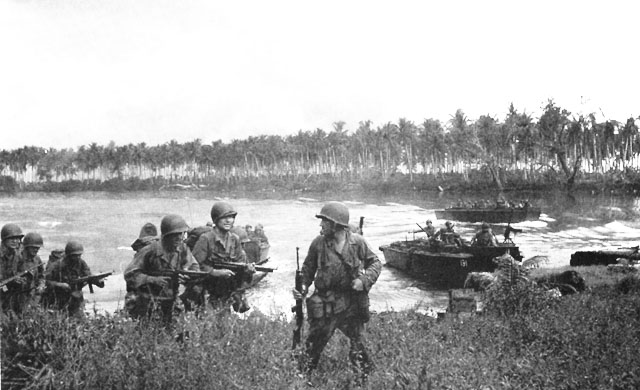
Lo sbarco delle prime truppe alleate durante la Campagna delle Isole dell'Ammiragliato.

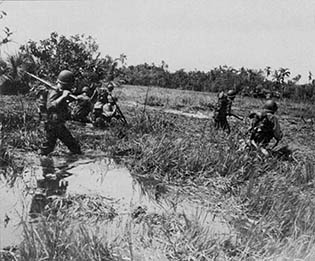
La 1CD a Leyte, dicembre 1944

La 1CD arrivò in Australia come detto sopra, continuò l'addestramento a Strathpine,
Queensland, fino al 26 luglio, poi si spostò in Nuova Guinea per partecipare alla Campagna delle Isole dell'Ammiragliato dal 22 al 27 febbraio 1944. La divisione ebbe il suo battesimo del fuoco proprio in tale campagna, con lo sbarco di suoi reparti sulle Isole Los Negros il 29 febbraio 1944. Il campo di volo di Momote fu preso contro ogni pronostico. I furiosi attacchi nipponici furono respinti, ed il nemico fu circondato alla fine di marzo. La divisione poi prese parte all'invasione
di Leyte, il 20 ottobre 1944, catturò Tacloban ed il campo d'aviazione adiacente, avanzò lungo la costa settentrionale, e conquistò la Valle di Leyte, con aliquote che sbarcavano, prendendola, sull'Isola di Samar. Lasciando la valle di Ormoc ed attraversando la relativa pianura (nei pressi di Leyte), la divisione raggiunse la costa occidentale di Leyte il 1º gennaio 1945. La divisione poi invase Luzon, sbarcando nell'area del Golfo di Lingayen
il 27 gennaio 1945, e combatté a modo suo come "colonna volante" verso Manila fino al 3 febbraio 1945. Furono liberati più di 3 000 prigionieri civili nell'Università di Santo Tomás, tra cui oltre 60 infermiere americane (alcune appartenenti ai cosiddetti "Angeli di Bataan e Coregidor")
e la 1CD avanzò poi ad est di Manila verso la metà di febbraio prima che la città fosse sgombrata da forze ostili. Il 20 febbraio alla divisione fu assegnata la missione di prendere e difendere i crocevia sul fiume Marikina e controllare la linea Tagaytay-Antipolo. Dopo aver ricevuto il cambio il 12 marzo sull'area Antipolo, delle aliquote si spinsero a sud nelle province di Batangas e di Bicol. Spazzarono via le ultime sacche di resistenza in queste aree mediante azioni di piccoli reparti. Tali resistenze furono ufficialmente dichiarate terminate il 1º luglio 1945. La divisione lasciò Luzon il 25 agosto 1945 per attività connesse all'occupazione del Giappone, arrivando a Yokohama il 2 settembre 1945 ed entrando il successivo 8 settembre a Tokyo: fu la prima divisione USA a varcare le soglie della capitale nipponica.
Perdite nella Seconda guerra mondiale:
- 734 caduti in azione
- 3 311 feriti in azione
- 236 deceduti successivamente per le ferite riportate.

Il servizio di occupazione del Giappone si protrasse per i cinque anni seguenti.

### Guerra di Corea

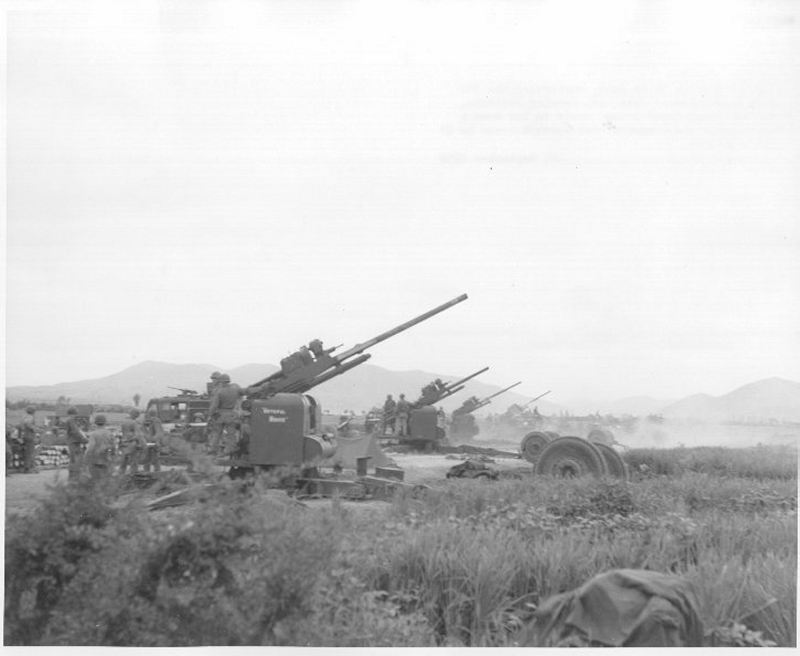
Pezzi da 90 mm e personale del 5th Regimental Combat Team, 1st Cav Division, sul fronte di Taegu (guerra di Corea).

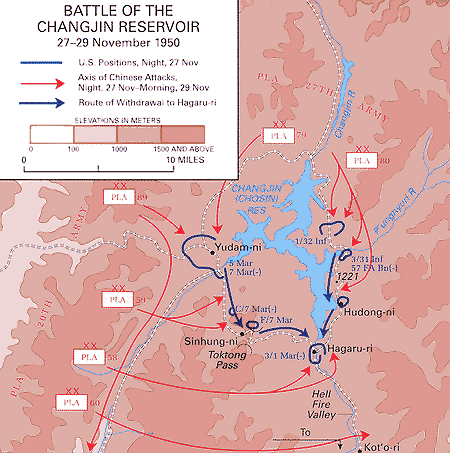
Mappa della battaglia dell'invaso di Chosin

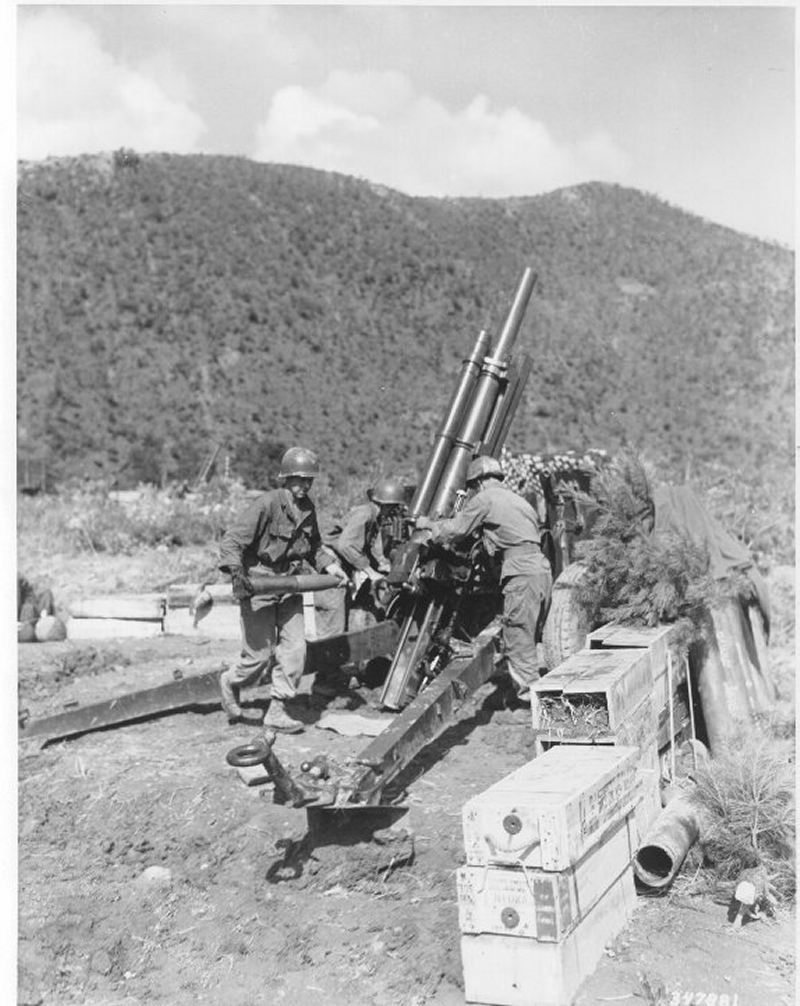
Squadra di addetti ad un obice da 105 mm nel settore della 1CD (guerra di Corea).

Fasi della Guerra di Corea

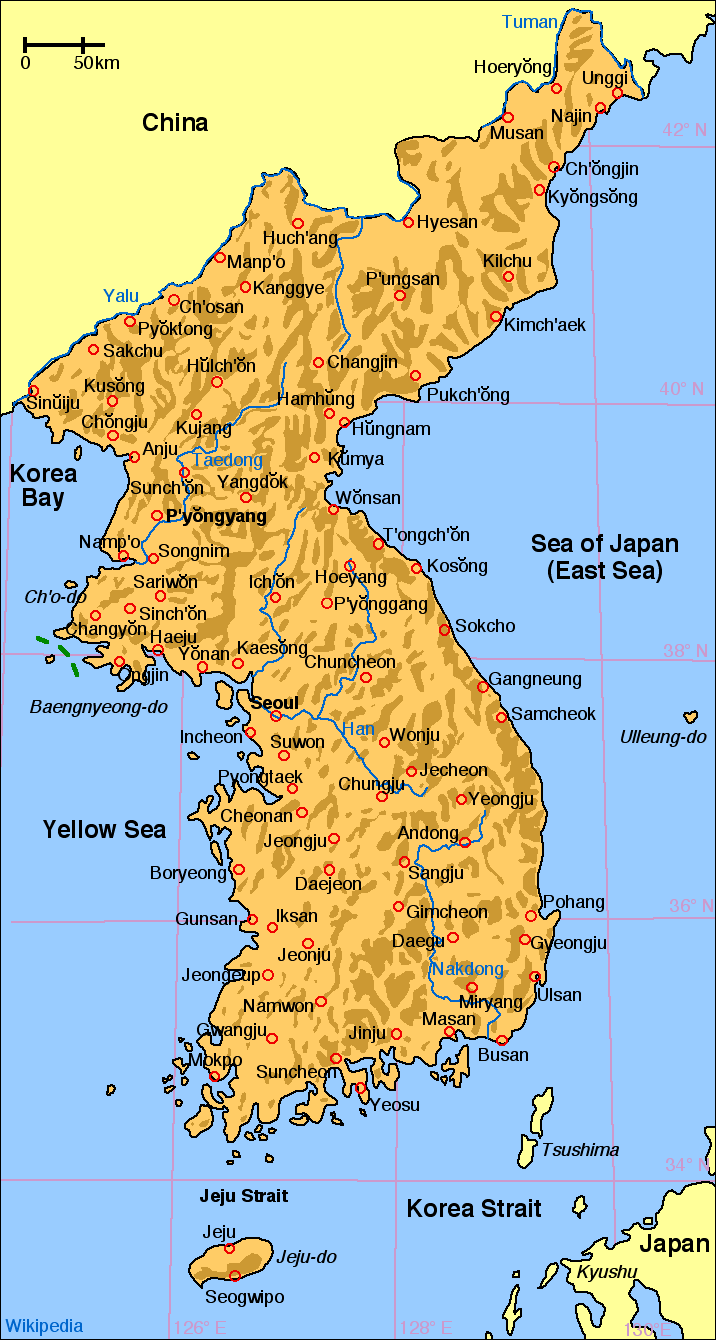
Mappa della penisola coreana con le principali località

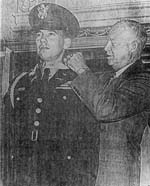
James L. Stone riceve la Medal of Honor.

Nell'estate del 1950, la Corea del Nord attaccò la Corea del Sud, e la 1CD fu catapultata in Corea per concorrere alla tenuta del perimetro di Pusan.
Dopo l'attacco del X Corpo (USA) (X Corps) ad Incheon, fu lanciata un'operazione per spezzare l'assedio nel perimetro di Pusan. La 1CD rimase impegnata in prima linea finché non ricevette il cambio dalla 45th Infantry Division
della Guardia Nazionale, nel gennaio 1952. Grazie a tale avvicendamento, la divisione rientrò in Giappone. Il 1957 vide di nuovo la divisione operare in Corea, ove sarebbe rimasta fino al 1965.
Durante la guerra di Corea, si diffusero dicerie calunniose sulle virtù marziali della 1CD, perpetuate anche in una canzonetta popolare dell'epoca, "The Bug-Out Ballad". Si vociferò pure che la serie di contingenze da cui scaturì quel motivetto fosse dovuta (almeno in parte) alla leggenda che la divisione avesse perso la propria bandiera di corpo. Gli altri reparti dell'esercito e dei Marine descrivevano spregiativamente il simbolo della 1CD nel modo seguente: "Il cavallo che non hanno mai montato, il fiume che non hanno mai attraversato, e quanto al giallo, parla da sé". Una versione alternativa, ma parimenti canzonatoria, diceva: "Lo scudo che non hanno mai usato, la linea che non hanno mai tenuto, il cavallo che non hanno mai montato, il giallo parla da sé". L'episodio storico da cui fiorirono tante maldicenze andrebbe ravvisato nello scontro di Unsan, avvenuto nei pressi di quella località coreana tra il 1° ed il 2 novembre 1950. Nella battaglia, l'8th Cavalry, che faceva parte della 1CD, fu spazzato via dalle posizioni assegnategli dentro e presso Unsan, per opera di soverchianti forze dell'Esercito Popolare Volontario (cinese).
Il reggimento fu massacrato, soffrì gravi perdite umane e materiali. Si trattò di una delle principali operazioni belliche cinesi del conflitto, e — analogamente a quanto avvenne nella battaglia dell'invaso di Chosin — aveva colto di sorpresa lo United Nations Command. Valutando obiettivamente la situazione, l'8th Cavalry si batté valorosamente, ed in effetti sul piano ufficiale non è mai stato biasimato per la sua condotta nel frangente.
Il 28 ottobre 1950, il generale Walton Walker diede il cambio alla 1CD nella sua missione di sicurezza a Pyongyang. I nuovi ordini per la divisione erano di passare attraverso le proprie linee ed attaccare verso il fiume Yalu. Il giorno dopo, l'8th Cavalry lasciò Pyongyang e raggiunse Yongsan-dong la sera stessa. Il 5th Cavalry arrivò il giorno successivo, con la consegna di coprire le spalle all'8th Cavalry. Con l'arrivo dell'8th il giorno 31, la spedizione sudcoreana della 1CD si rischierò a nordest, ad est ed a sudest di Unsan; l'8th prese posizione a nord, a ovest ed a sud della città. Al contempo, il 15th stava disperatamente cercando di mantenere la propria posizione a est dell'8th, attraverso il fiume Samt'an.
Nel pomeriggio del primo novembre l'attacco portato dai cinesi a nord di Unsan divenne più intenso contro il 15th e gradualmente si estese sl fianco destro del 1º btg. dell'8th Cavalry. All'imbrunire, il primo btg. controllava gli accessi settentrionali al fiume Samt'an, salvo le aree di competenza del 15th rgt. sul lato est. La posizione del battaglione era debole a sinistra; non c'erano abbastanza soldati per estendere la linea difensiva al versante principale in direzione di Unsan. Questa situazione generava un varco tra primo e secondo btg. Ad est del Samt'an il 15th rgt. subiva un violento attacco, e poco dopo mezzanotte cessava di esistere come unità da combattimento.
A quel punto iniziò l'odissea dell'8th Cavalry. Alle 19.30 del primo novembre i cinesi attaccarono il 1º btg. dell'8th, lungo tutto il suo fronte. Alle 21.00 i cinesi trovarono il punto debole di cui avevamo parlato nel paragrafo precedente ed iniziarono ad attraversarlo discendendo il crinale dietro il 2º btg., penetrando nel suo fianco destro ed accerchiandolo da sinistra. Ora tanto il 1° quanto il 2º btg. erano impegnati dal nemico su diversi lati. Intorno alla mezzanotte l'8th Cavalry ricevette l'ordine di ritirarsi verso sud a Ipsok.
Intorno alle 1.30 del 2 novembre non venivano riferite attività ostili nel settore del terzo btg., a sud di Unsan. Ma quando l'8th Cavalry si ritirò, tutti e tre i battaglioni rimasero intrappolati dai posti di blocco cinesi creati a sud di Unsan alle prime ore del mattino. I membri del primo btg. in grado di sottrarsi alla morsa cinese raggiunsero l'area di Ipsok. L'appello degli effettivi rivelò che il battaglione aveva perso 15 ufficiali e 250 soldati. Gli uomini del secondo btg. erano per lo più sparpagliati sulle colline. Molti di loro si portarono a propria volta sulle linee di Ipsok. Altri si riunirono al terzo btg., quello colpito più duramente. Intorno alle 3.00 i cinesi lanciarono un attacco a sorpresa sul posto di comando del battaglione. Fu necessaria mezz'ora di combattimento corpo a corpo per respingere il nemico dall'area. I sopravvissuti del 3º btg. formarono un nucleo di resistenza intorno a tre carri armati sul fondo valle e inchiodarono il nemico fino all'alba. A quel punto, solo sei ufficiali e 200 elementi di truppa erano ancora in grado di combattere. I feriti erano 170, mentre era ignoto il numero di morti e dispersi. I tentativi del 5th Cavalry per soccorrere il battaglione assediato fallirono, e pertanto anche tale unità terminò ben presto la propria vita come forza organizzata.
La forza nemica che determinò la disfatta dell'8th Cavalry ad Unsan fu la 116ª divisione cinese. I posti di blocco a sud di Unsan furono allestiti da elementi del 347º btg. di quella divisione. All'azione di Unsan partecipò anche la 115ª divisione cinese.
Perdite della guerra di Corea
1. Caduti in azione: 3 811
2. Feriti in azione: 12 086

Onorificenze della guerra di Corea
Otto insigniti di Medal of Honor (suddivisi per reparto di appartenenza):
- 5th Cavalry Regiment[66] — Lloyd L. Burke[67] (28 ottobre 1951), Samuel S. Coursen[68] (12 dicembre 1950), e Robert M. McGovern[69] (30 gennaio 1951);
- 8th Cavalry Regiment[70] — Tibor Rubin[71] (da 23 luglio 1950, a 20 aprile 1953), James L. Stone[72] (21 novembre e 22 novembre 1952) Bryant E. Womack[73] (12 marzo 1952) (9 ottobre 1950) Robert H. Young;[74]
- 16th Reconnaissance Company: Gordon M. Craig[75] (10 settembre 1950).

### Vietnam

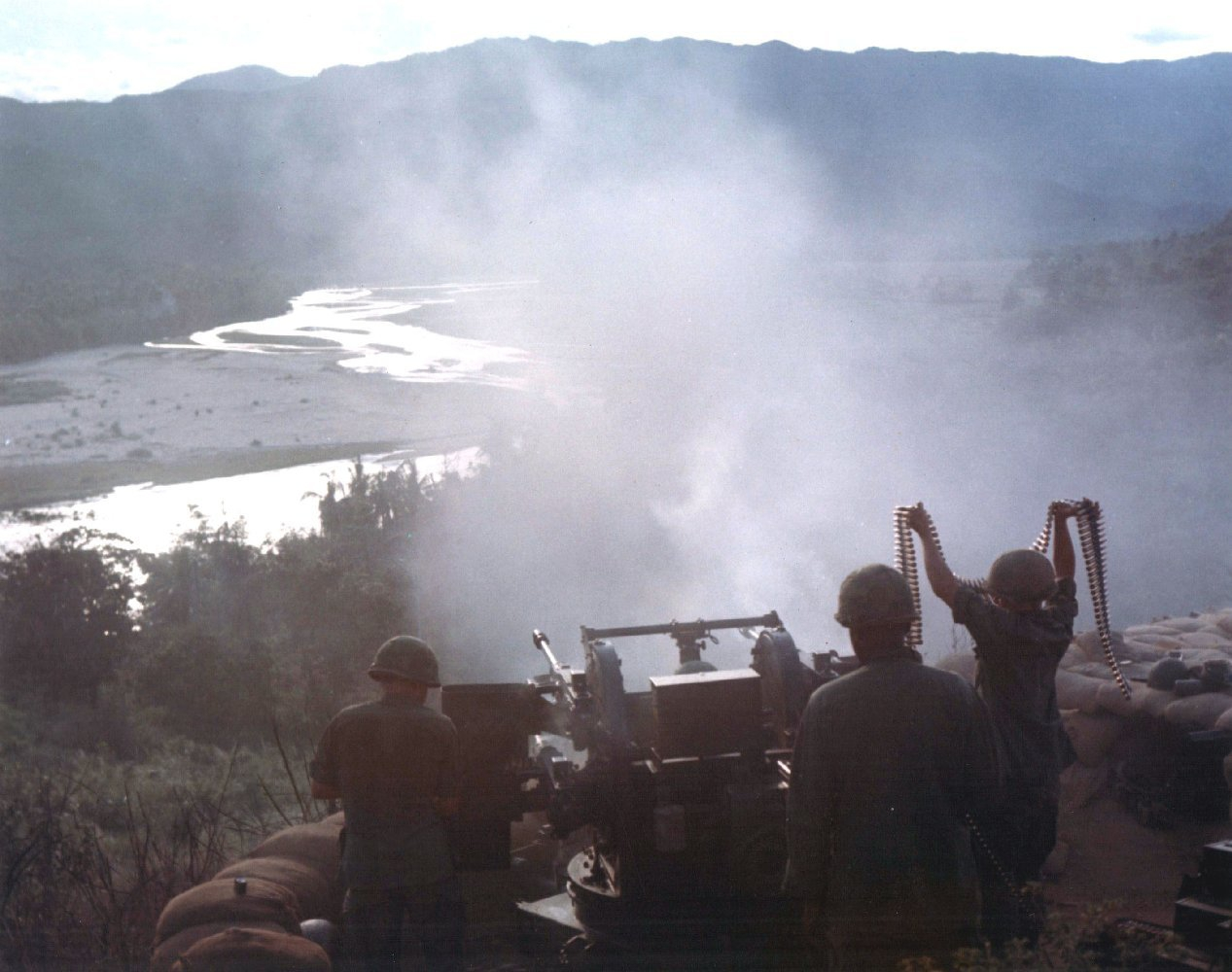
Vietnam, verso il 1967: elementi della 1CD impiegano una mitragliatrice quadrinata calibro.50 nell'ambito dell'Operazione Pershing.

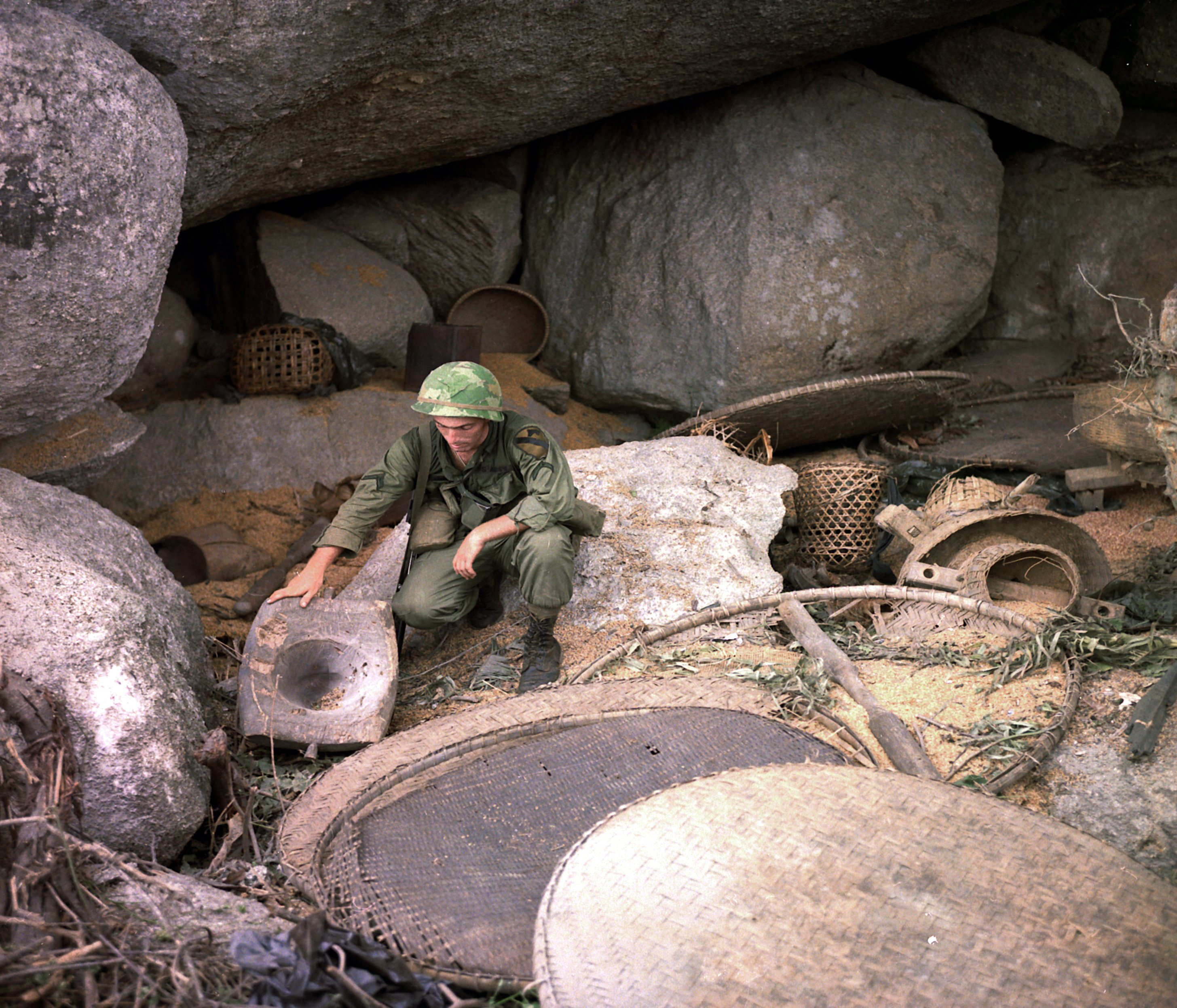
Vietnam, 1967, Operazione Pershing: un soldato della 1CD ispeziona una caverna distrutta, precedentemente utilizzata dai Viet Cong come deposito di scorte militari.

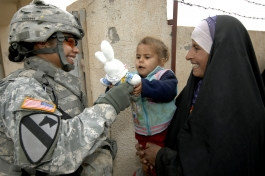
Quadria, Iraq, dicembre 2007. Un bambino iracheno riceve un giocattolo da un militare 1CD mentre attende di ottenere assistenza nel quadro di attività MedCap.

La divisione poi partecipò a combattimenti in Vietnam. All'epoca, aveva cessato di essere un reparto convenzionale di fanteria, per divenire una divisione "air assault" con la nuova denominazione 1st Cavalry Division (Airmobile), più familiarmente abbreviata in 1st Air Cavalry Division, facendo ricorso ad elicotteri quali vettori di trasporto truppe. I colori (nel senso di bandiera di corpo) divisionali e le denominazioni di unità furono trasferiti alla 11th Air Assault Division (Test), allora presso Fort Benning, Georgia, nel luglio 1965, e iniziò a schierarsi a Camp Radcliffe, An Khe, Vietnam, lo stesso mese. La divisione, assieme alla 101st Airborne Division, nei cinque anni successivi in Vietnam perfezionò nuove tattiche e dottrine per gli assalti elicotteristici.
La prima grande operazione del reparto ristrutturato fu la campagna di Pleiku. Durante tale azione, la divisione condusse ininterrotte operazioni aerotrasportate per 35 giorni di seguito. La battaglia di esordio, cioè la battaglia di Ia Drang, fu narrata nel libro We Were Soldiers Once...And Young, che a sua volta costituì la base del film We Were Soldiers - Fino all'ultimo uomo di Mel Gibson. Tale fatto guadagnò anche alla divisione la prima Presidential Unit Citation (United States) conferita ad una divisione in Vietnam. In realtà la campagna di Pleiku non fu una grande vittoria per la divisione che, pur conseguendo alcuni brillanti successi, subì a sua volta pesanti perdite negli scontri contro l'Esercito regolare del Vietnam del Nord; in particolare un battaglione venne praticamente distrutto nella drammatica battaglia della Landing Zone Albany.
Gran parte del 1967 fu occupata dall'Operazione Pershing. Si trattò di una ricerca su vasta scala di aree nella zona di competenza del II Corps che vide 5 400 nemici uccisi e 2 000 catturati. La divisione si rischierò a Camp Evans, a nord di Hue nella Zona Tattica del I Corps, durante l'Offensiva del Têt (1968), impegnata nella riconquista di Quang Tri e Hue. Dopo intensi combattimenti a Hue, la divisione poi si mosse in appoggio di reparti di marines assediati nella base di combattimento di Khe Sanh nel marzo 1968 (Operazione Pegasus). La 1CD fu poi impiegata in decisive operazioni di bonifica-rastrellamento nella valle di A Shau da metà aprile a metà maggio dello stesso anno. Da maggio a settembre 1968 prese parte alla pacificazione locale ed alle missioni MedCap del I Corps.
Nell'autunno 1968, la 1CD si rischierò a sud della Zona Tattica del III Corps, a nord-ovest di Saigon, presso una regione cambogiana comunemente soprannominata "Becco di Pappagallo" per la sua forma. In maggio 1970, la divisione fu tra le unità americane che parteciparono all'Incursione cambogiana, che si ritirò dalla Cambogia il 29 giugno. La divisione assunse poi un assetto difensivo mentre continuava il ritiro delle forze USA dal Vietnam. Il grosso della divisione fu ritirato il 29 aprile 1971, ma la sua terza brigata fu una delle ultime due grandi unità terrestri statunitensi a presidiare il Vietnam, e se ne allontanò il 29 giugno 1972. Il suo primo battaglione del 7th Cavalry, in qualità di principale reparto della task force Garry Owen, rimase altri due mesi.
Perdite in Vietnam
1. 5 444 uccisi in azione;
2. 26 592 feriti in azione.

### Servizio nella Guerra fredda (United States Central Command).[94]
Concluse le vicende belliche del Vietnam, la 1CD fu convertita dal ruolo di reparto aeromobile alla figura di divisione "a tripla capacità" (TRICAP nel gergo militare). L'unità ricevette un contingente di fanteria meccanizzata ed artiglieria, per metterla in condizione di compiere missioni che richiedessero tre tipi di truppe: corazzate, aerotrasportate e "cavalleria dell'aria" (air assault secondo la terminologia statunitense). Tuttavia, il concetto TRICAP ebbe vita breve, tanto che già nel 1975 la divisione fu ristrutturata come una forza corazzata pesante.
La divisione partecipò a numerose esercitazioni REFORGER e fu usata per provare nuovi concetti dottrinali, nonché per sperimentare nuovi materiali, tra cui il carro XM-1, un prototipo del più famoso M1 Abrams.
La finalità e la struttura dell'unità cambiarono significativamente, specie da quando il 9th Cavalry,
il reggimento più celebre della divisione, fu tolto dal servizio. Il 13th Signal Battalion mise in campo il Mobile Subscriber Equipment (MSE), un sistema di comunicazioni digitale di sicurezza per il ventunesimo secolo, orientato ai collegamenti tra comando di corpo e reparti dipendenti. La compagnia B del 13th Signal Battalion fu la prima a fornire comunicazioni MSE al teatro di operazioni del Medio Oriente nel 1990.

### Prima guerra del Golfo

Piano di battaglia per la Prima guerra del Golfo, con la 1CD che attacca al centro della forza principale.

Successivamente combatté come divisione pesante nella Prima guerra del Golfo (1990-1991). La 1CD fu schierata come parte del VII Corps, che ebbe il proprio battesimo del fuoco quale unità corazzata pesante nel 1945. La divisione al tempo annoverava solo due brigate regolari, e vennero entrambe spiegate. (Il reparto "di completamento" della divisione, la 155th Armored Brigade della Mississippi Army National Guard, fu lasciata da parte.) Vi era il progetto di espandere la divisione aggregandole la Tiger Brigade dalla 2nd Armored Division, ma invece tale brigata fu affiancata al I Marine Expeditionary Force (Prima e Seconda divisione marine) per fornire un supporto corazzato pesante a detta forza. Di conseguenza, alla 1CD fu assegnato il ruolo di riserva di corpo per gran parte della guerra terrestre, ma fu cruciale nel movimento delle forze terrestri verso i teatri kuwaitiano e saudita occidentale compiendo due attacchi nel territorio sotto controllo iracheno con la sua Black Knight Brigade che si muoveva a nord tagliando fuori dal Kuwait le divisioni irachene a supporto delle divisioni ancora in Iraq. Questo movimento fu guidato dal primo battaglione del 5th Cavalry che prima di fermarsi tracciò un percorso attraverso 12 divisioni irachene dal wadi Al-batien ad un punto appena sopra Bassora. L'assalto condotto dai carri M-1 Abrams e dagli IFV M2/M3 Bradley costituì un esempio di uso della velocità paragonabile alla guerra lampo dei tedeschi nella Seconda guerra mondiale, vanificando ogni tentativo di difesa dell'esercito iracheno.

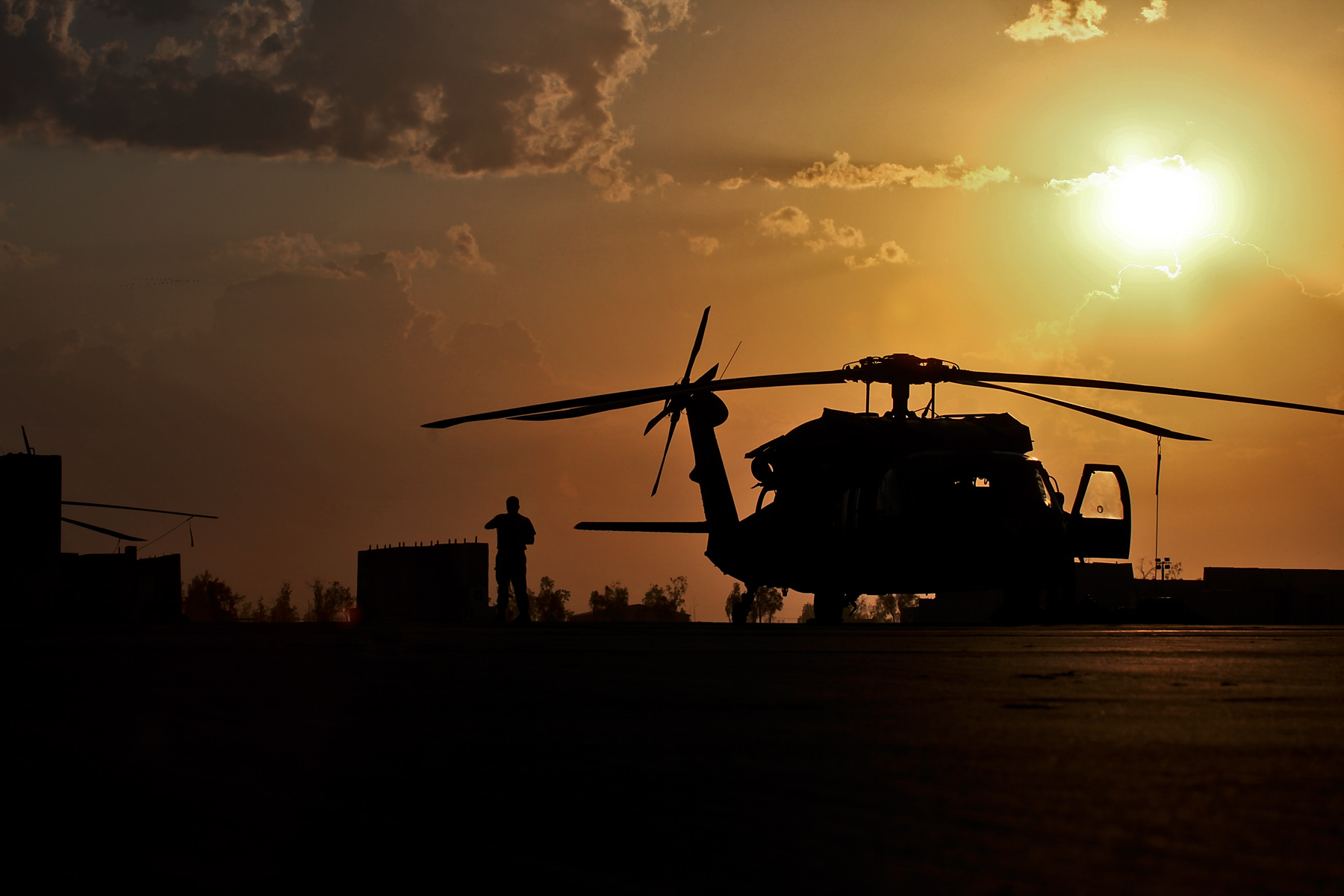
Iraq, alba del 28 settembre 2009. Un elicottero Sikorsky UH-60 Black Hawk della 1CD si prepara ad uscire in missione.

Il 13th Signal Battalion è stata la prima unità US Army a schierare in combattimento il Mobile Subscriber Equipment (MSE). Installando, facendo funzionare e svolgendo la manutenzione necessaria in relazione ad un sistema di comunicazione che permette la vita (in condizioni campali) di un network esteso per 280 chilometri, il 13th Signal Battalion ha ancora una volta onorato il proprio impegno di garantire le comunicazioni divisionali.

### Operazione Iraqi Freedom ed oltre

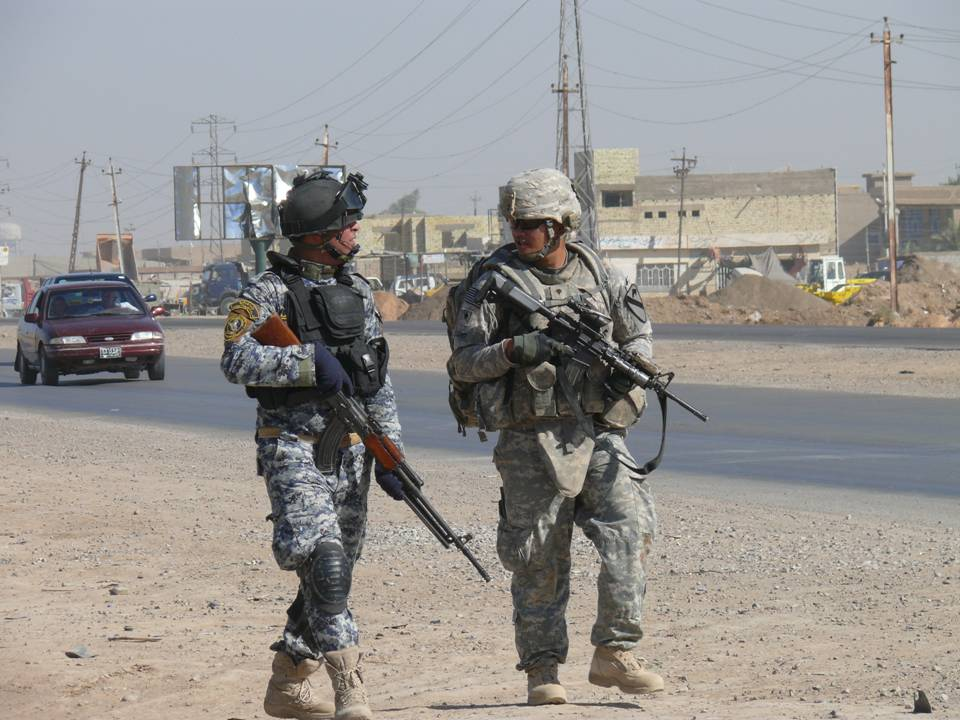
Baghdad, 13 ottobre 2009. Un militare della 1 CD (a destra guardando) pattuglia con un poliziotto iracheno una strada allo scopo di bonificarla da ordigni improvvisati.

La divisione inizialmente non partecipò come intera unità alla Seconda guerra del Golfo, ma alcuni suoi reparti vennero comunque interessati alle operazioni. Lo schieramento integrale avvenne nel gennaio 2004, dopo che nel settembre 2003 era stato inviato un distaccamento iniziale del 9th Cavalry Regiment. La 1CD diede il cambio alla 1st Armored Division a Baghdad. In quell'avvicendamento, la 1CD ebbe la direzione di varie unità minori, tra cui la 256th Infantry Brigade della Louisiana, la 39th Infantry Brigade dell'Arkansas, elementi della 81st Armored Brigade dello stato di Washington e del 2nd Battalion of the 162nd Infantry dell'Oregon. Ricevette il cambio dalla 3rd Infantry Division. Durante il dispiegamento nella Operazione Iraqi Freedom, la divisione perse 168 soldati in combattimento, mentre circa 1 500 furono feriti (su un organico di guerra di circa 40 000 tra assegnati stricto sensu e aggregati). Durante il dispiegamento, la Division Artillery (DIVARTY) fu organizzata come 5th BCT (Brigade Combat Team). Conteneva i seguenti reparti: HHB, DIVARTY; 1-7 CAV; 1-8 CAV; 1-21 FA; ed il 515th FSB (Provisional).
Al momento la divisione è organizzata su 4 squadre da combattimento terrestri di manovra a livello brigata (Brigade Combat Teams — BCT), 1 Aviation Brigade, e la 15th Sustainment Brigade.
La divisione assunse il ruolo di "Headquarters, Multi-National Division - Baghdad" nel periodo novembre 2006-dicembre 2007, ed in quello da gennaio 2009 all'agosto 2010. Le truppe di guerra sono state ritirate dal nuovo presidente statunitense Barack Obama il 31 agosto 2010.

#### Galleria d'immagini della 1st Cav in Iraq

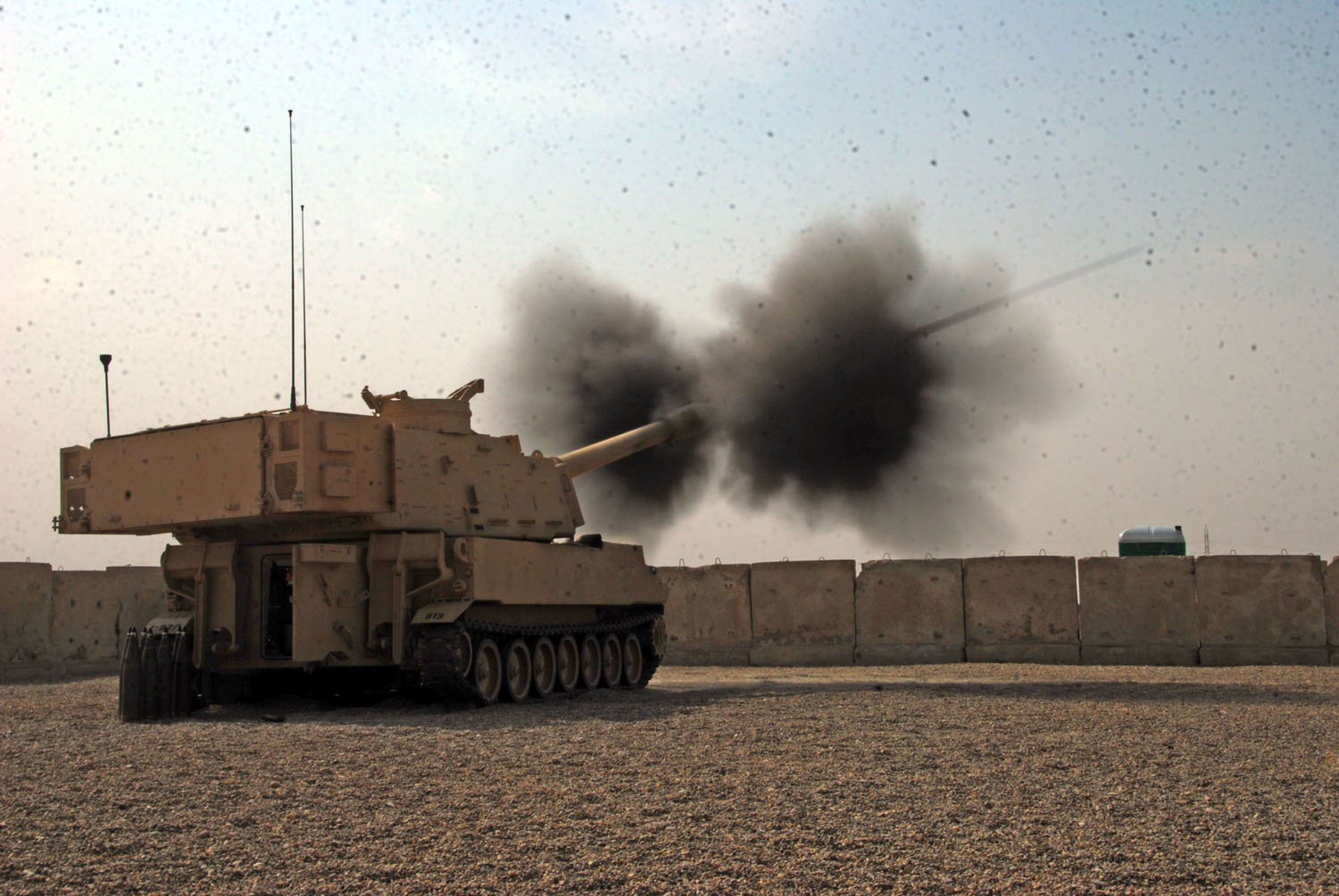
ottobre 2009, un semovente d'artiglieria M109A6 in esercitazione a Camp Taji
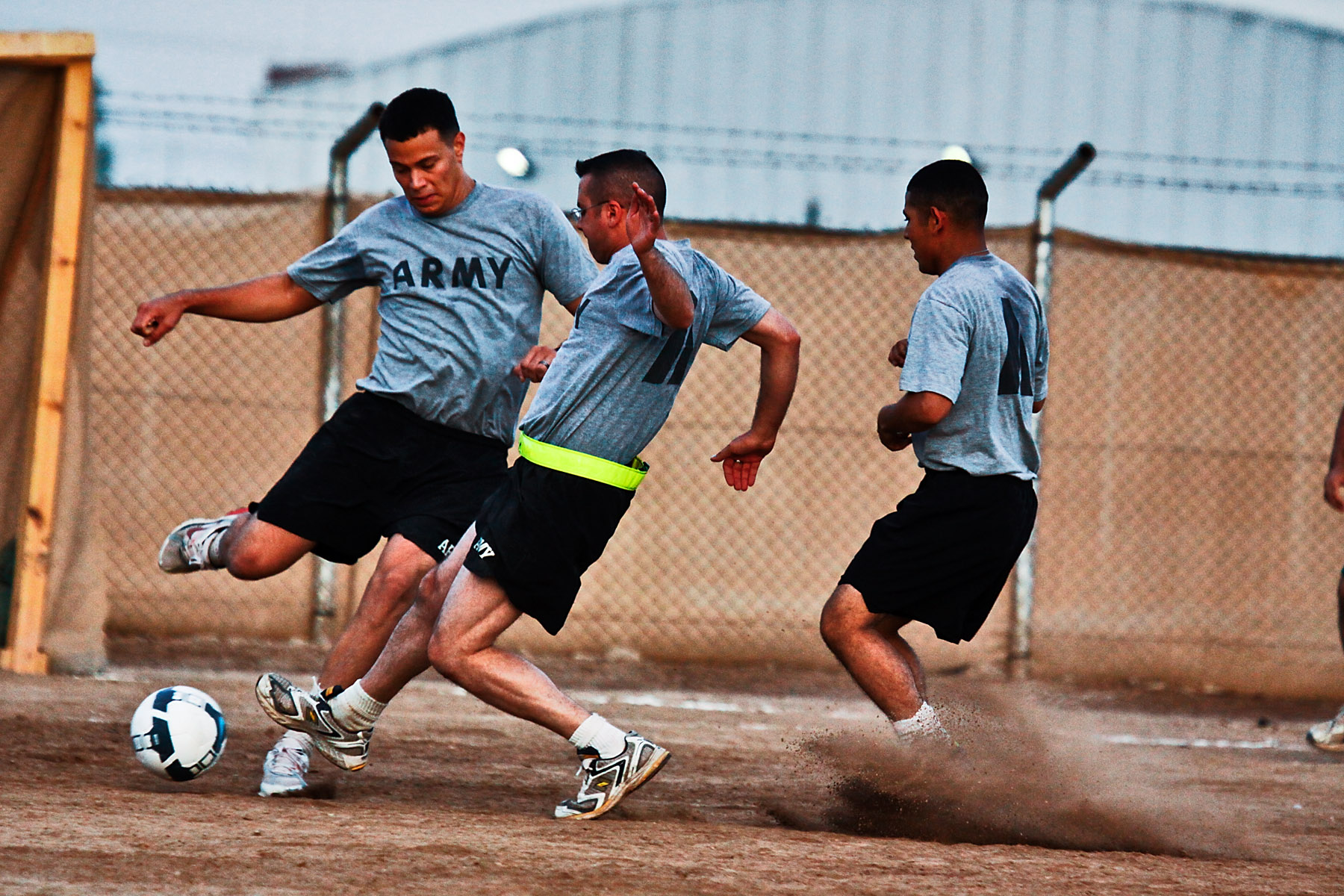
Partita a calcio tra militari USA ed iracheni
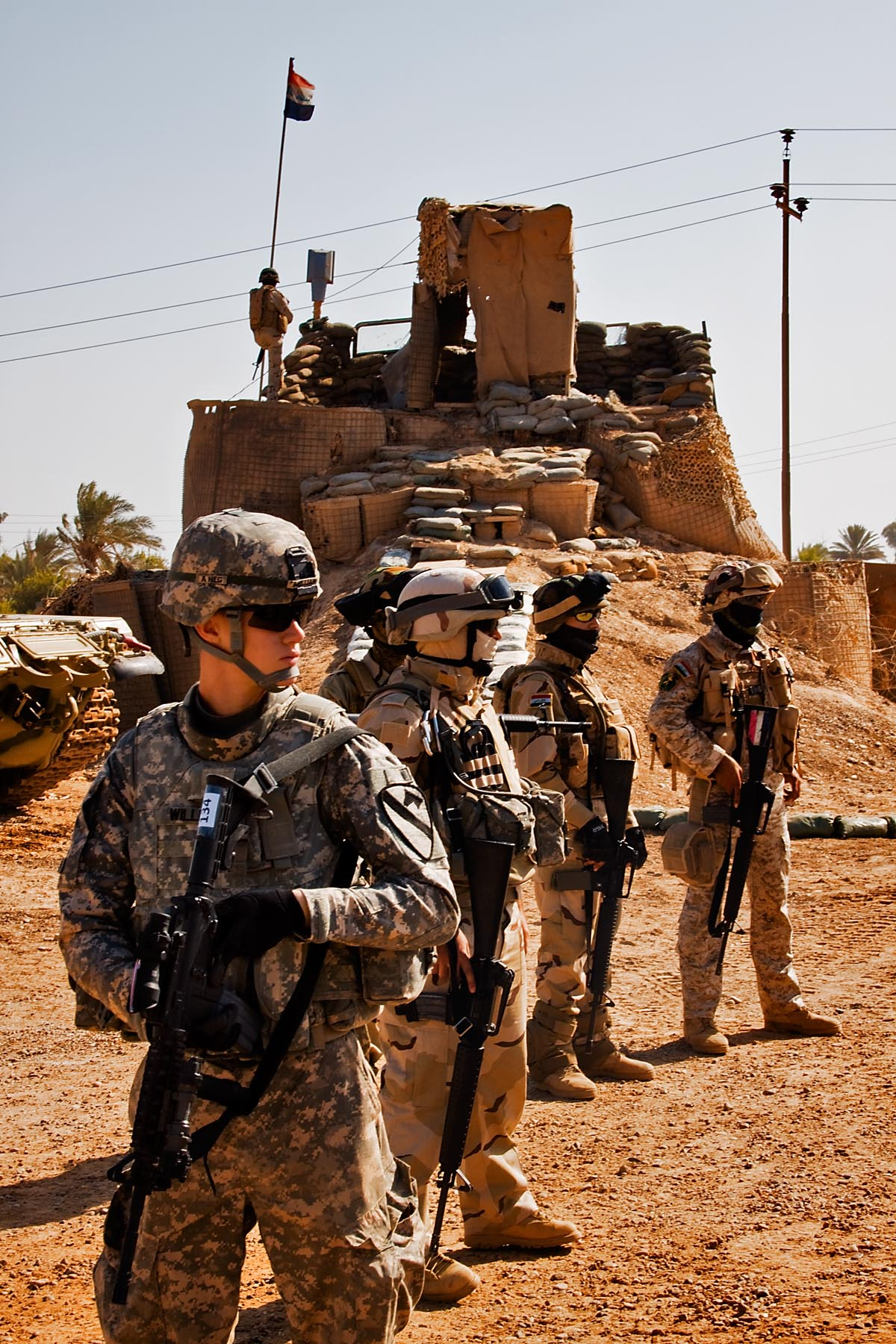
settembre 2009, ispezione ad un impianto di trattamento dell'acqua
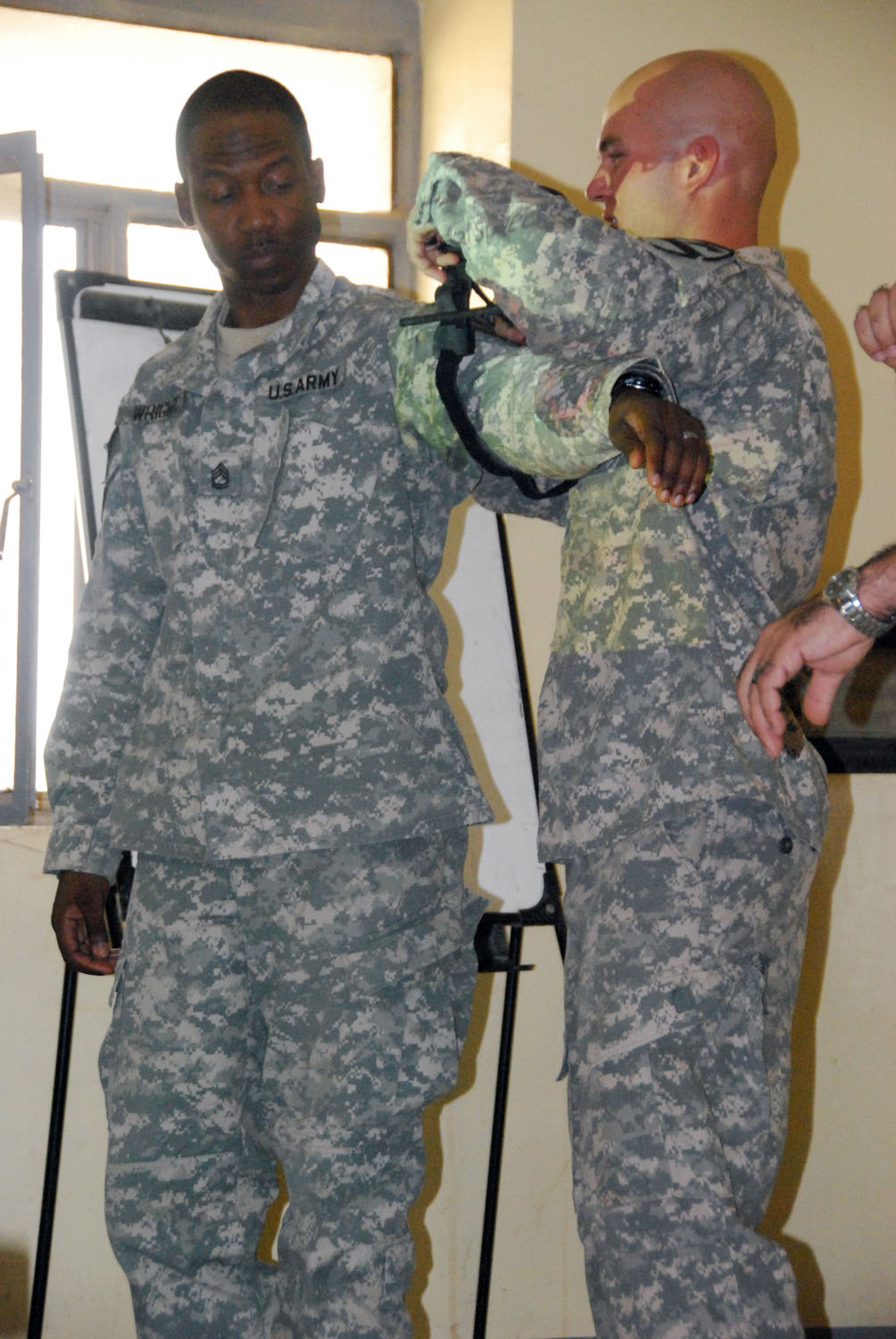
Addestramento in procedure di soccorso medico campale
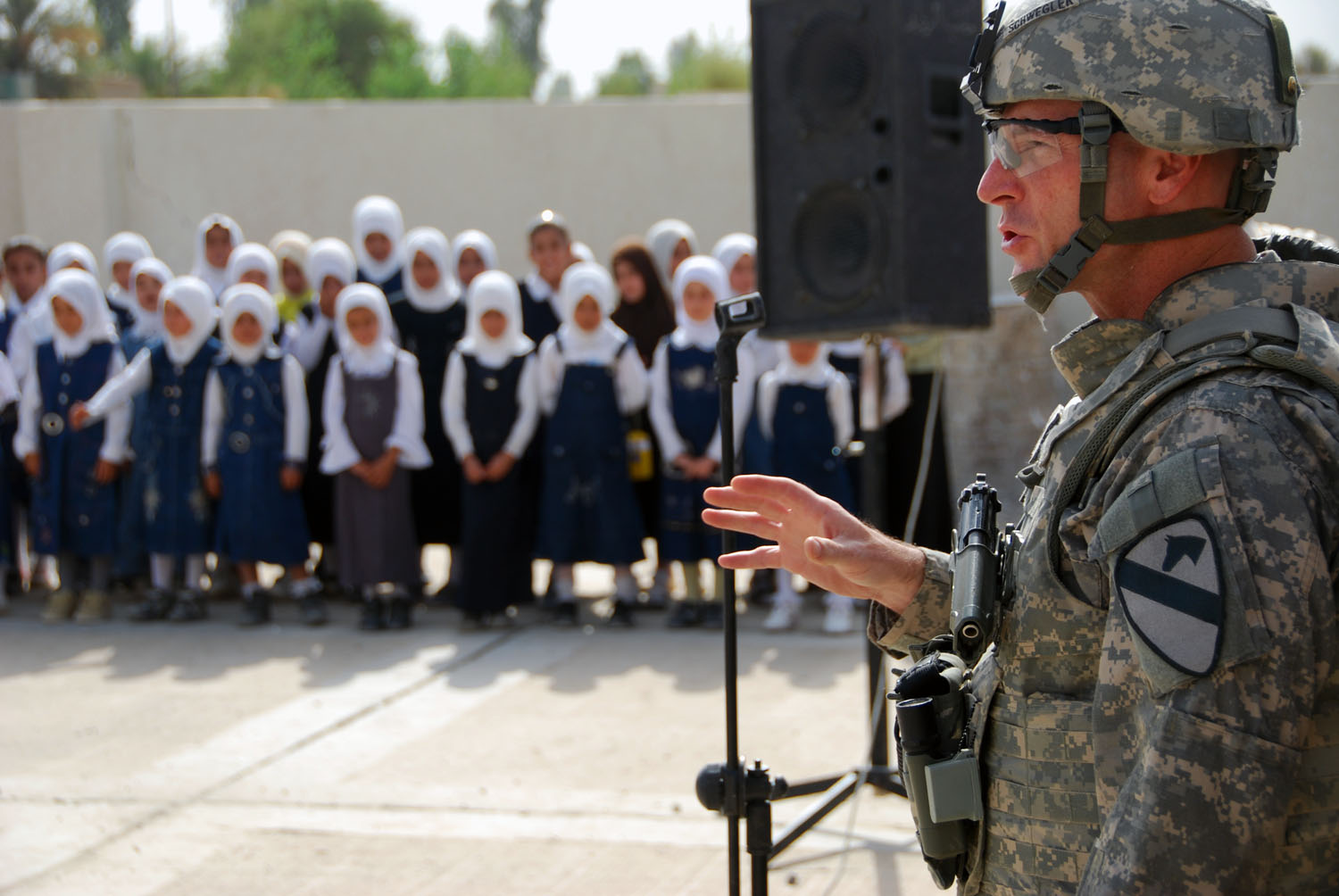
Il tenente colonnello Schwegler, comandante del 1st Battalion, 82nd Field Artillery Regiment, 1st Brigade Combat Team, 1st Cavalry Division, tiene un discorso a giovanissimi studenti iracheni
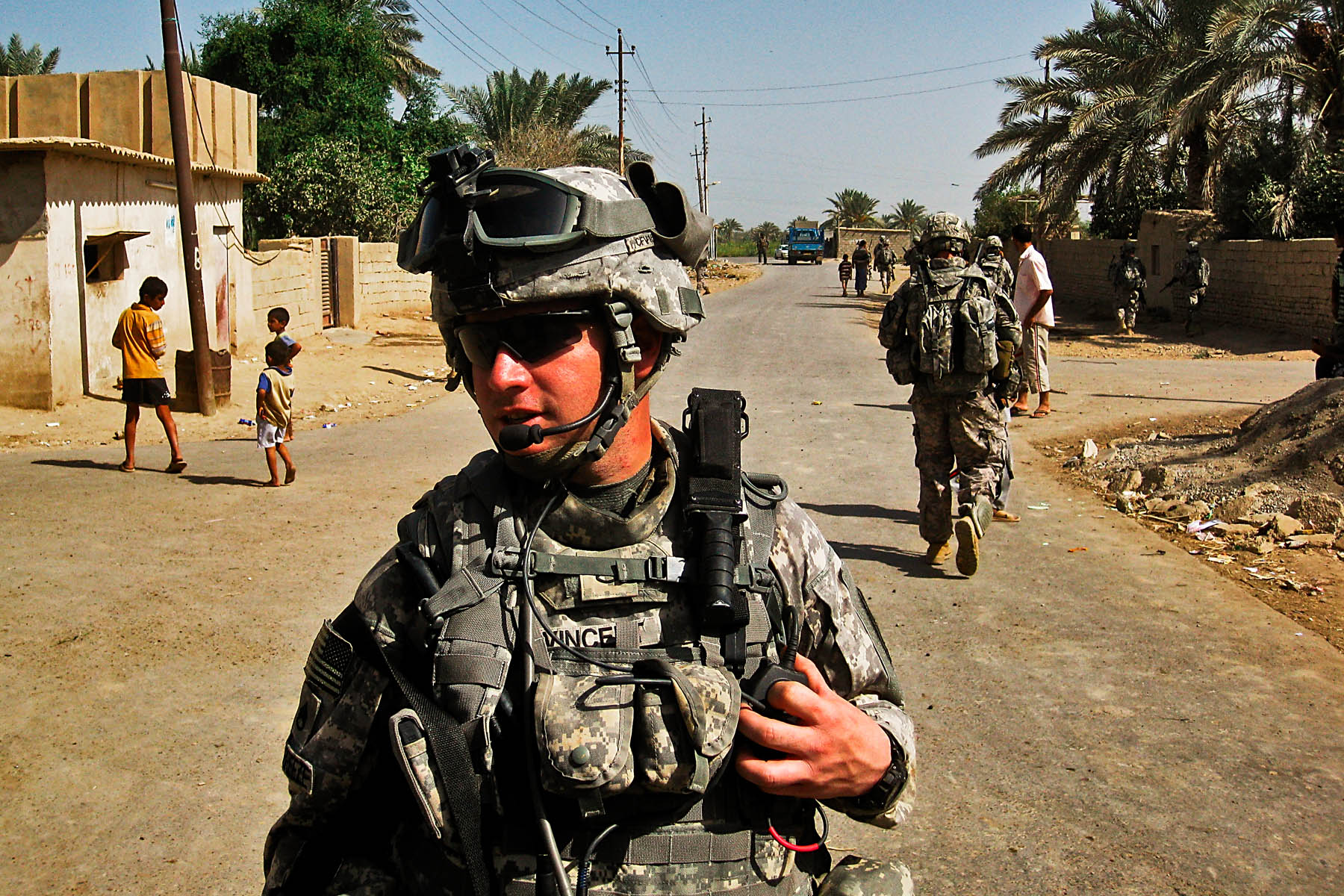
Un comandante di squadra presiede ad un servizio di pattuglia presso Camp Taji
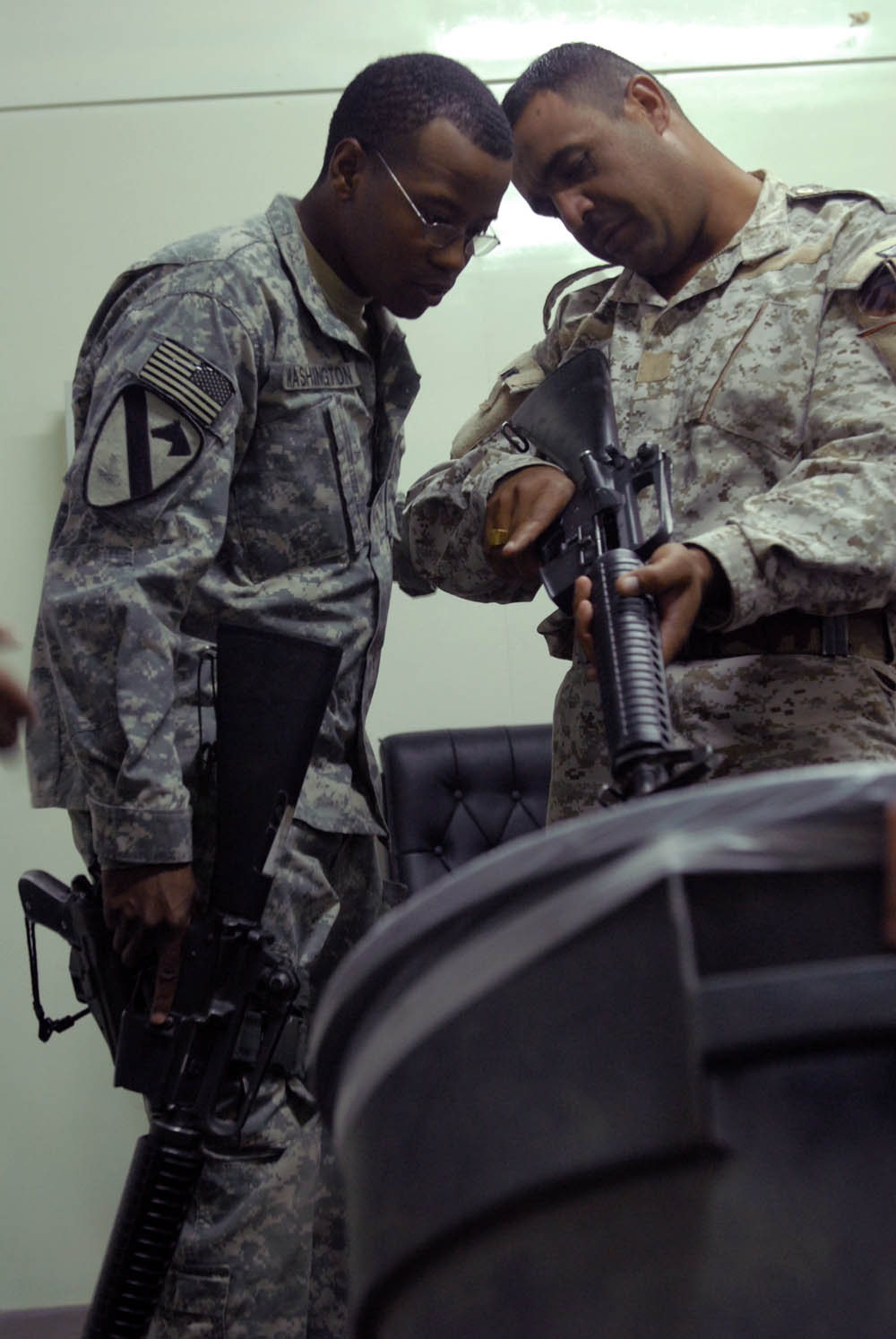
Una fase del corso per sottufficiali a Baghdad
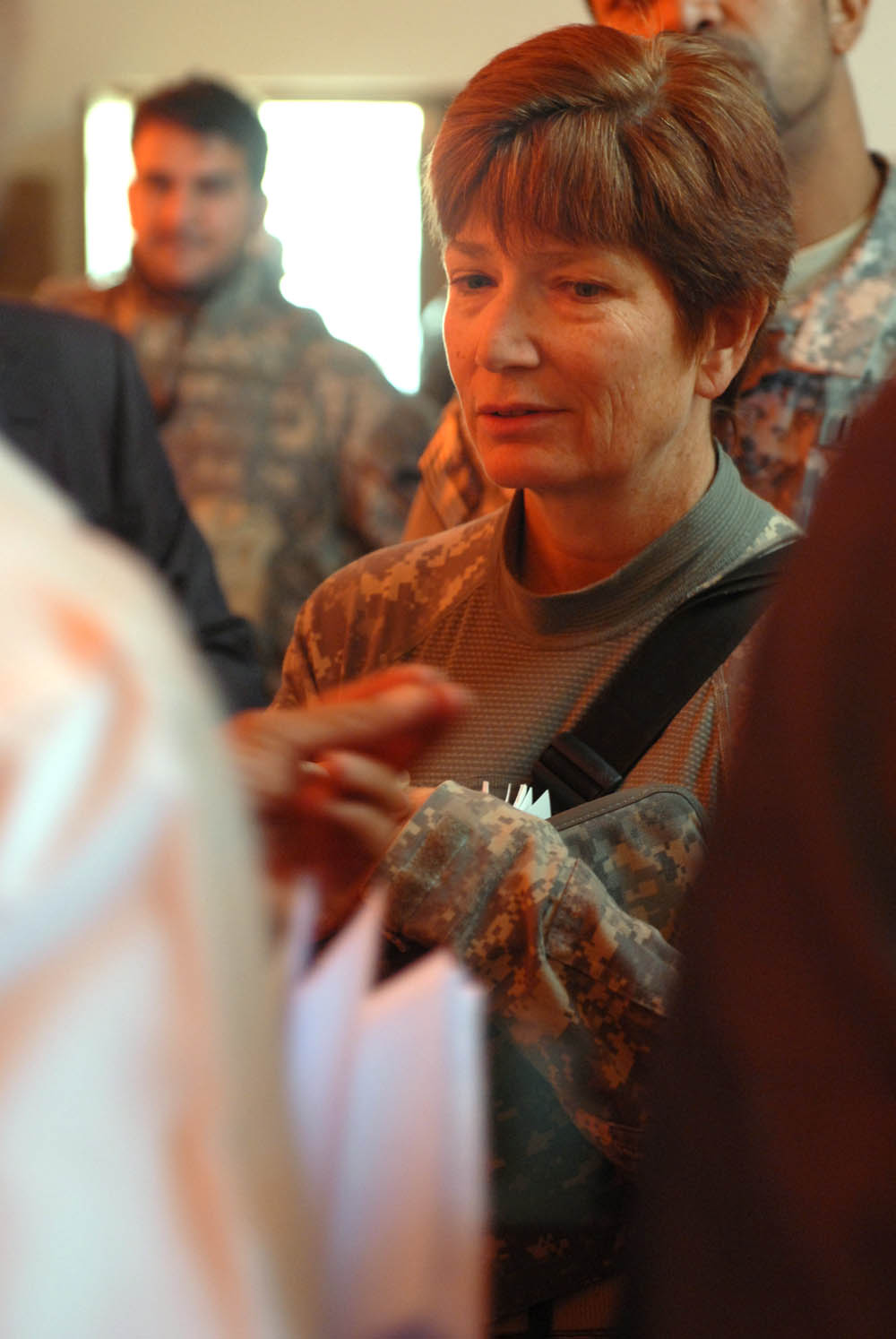
Il capitano Mary Alice Keller discute con ingegneri iracheni i dettagli di un progetto per il Tarmiyah Center
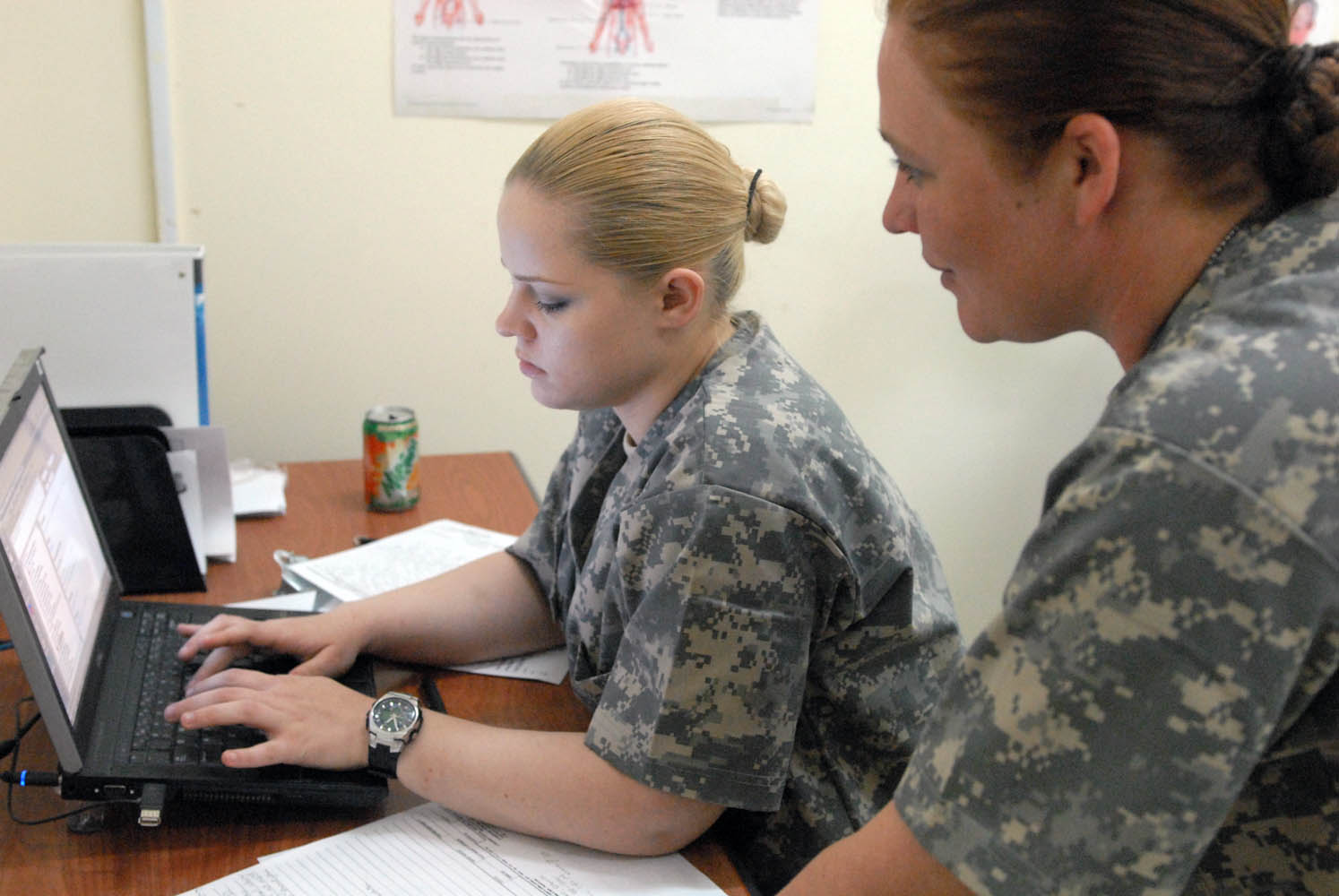
Due donne soldato della 1CD inseriscono dati sanitari di uno screening alla Hale Koa Medical Facility
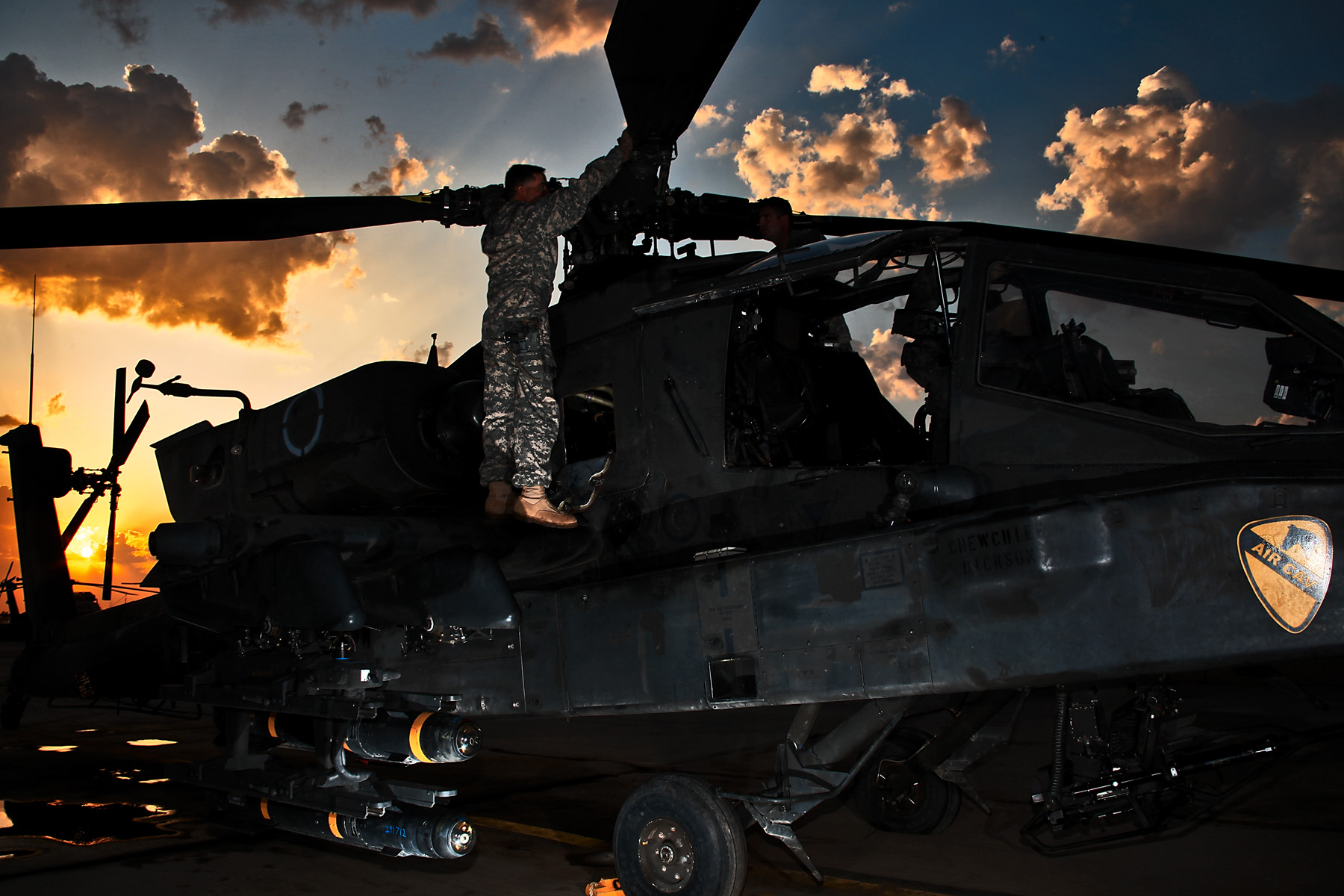
Manutenzione di un Hughes elicottero Apache della Air Cavalry
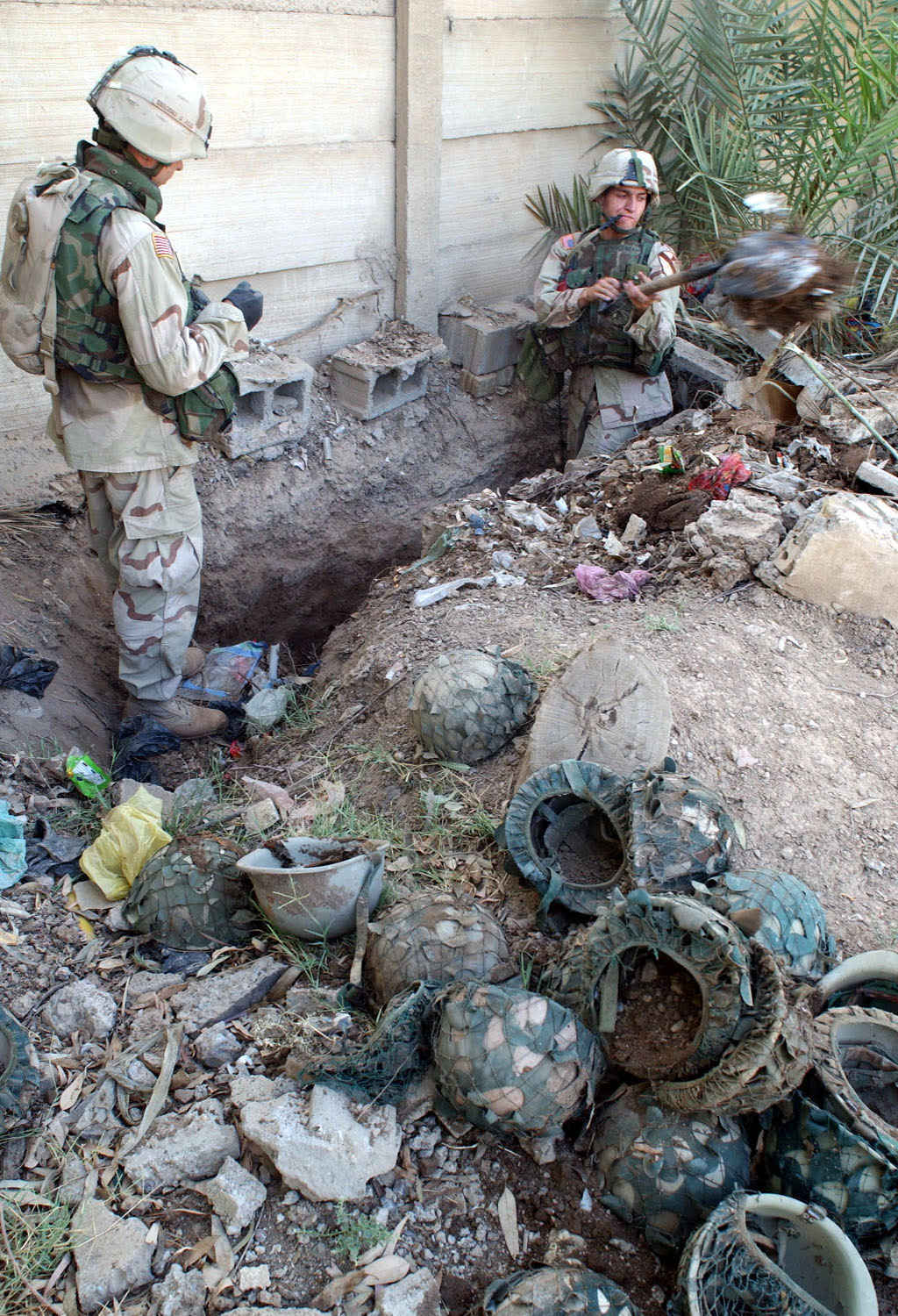
Scavo alla ricerca di armi
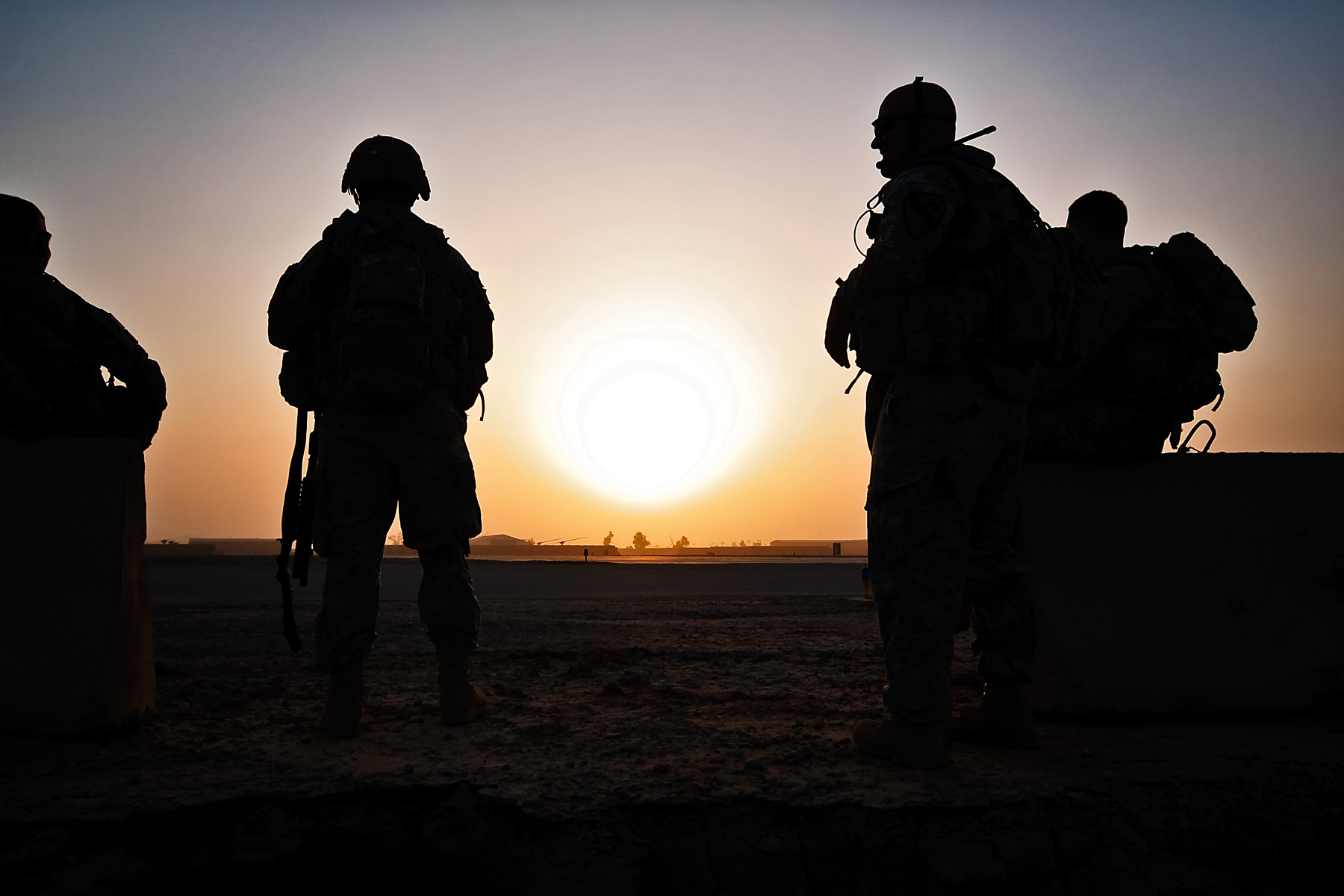
Preparativi di una missione di pattuglia elitrasportata

## Organizzazione
Al giugno 2020, la Divisione comprende le seguenti unità:
- Division Headquarters & Headquarters Battalion - "Mavericks"
  -  Headquarters & Support Company
  -  Operations Company
  -  Signal, Intelligence & Sustainment Company
  - 1st Cavalry Division Band
  - Public Affairs Detachment
- 1st Armored Brigade Combat Team - "Ironhorse"
  -  Headquarters & Headquarters Troop - "Regulators"
  -  2nd Combined Arms Battalion, 5th Cavalry Regiment - "Lancers"
    -  Headquarters & Headquarters Troop
    -  Troop A (Armor)
    -  Troop B (Armor)
    -  Troop C (Mech Infantry)

  -  2nd Combined Arms Battalion, 8th Cavalry Regiment - "Stallions"
    -  Headquarters & Headquarters Troop
    -  Troop A (Armor)
    -  Troop B (Armor)
    -  Troop C (Mech Infantry)

  -  2nd Combined Arms Battalion, 12th Cavalry Regiment - "Thunder Horse"
    -  Headquarters & Headquarters Troop
    -  Troop A (Mech Infantry)
    -  Troop B (Mech Infantry)
    -  Troop C (Armor)

  -  1st Squadron, 7th Cavalry Regiment - "Garryowen!"
    -  Headquarters & Headquarters Troop
    -  Troop A
    -  Troop B
    -  Troop C
    -  Troop D (Armor)

  -  1st Battalion, 82nd Field Artillery Regiment - "Dragons"
    -  Headquarters & Headquarters Battery
    -  Battery A (Paladin)
    -  Battery B (Paladin)
    -  Battery C (Paladin)

  -  91st Brigade Engineer Battalion - "Sabers"
    -  Headquarters & Headquarters Company
    -  Company A (Combat Engineer)
    -  Company B (Combat Engineer)
    -  Company C (Signal Network Support)
    -  Company D (-) (Military Intelligence)
      - TUAS Platoon - Equipaggiato con 4 RQ-7B Shadow

  -  115th Brigade Support Battalion - "Muleskinners"
    -  Headquarters & Headquarters Company
    -  Company A (DISTRO)
    -  Company B (Maint)
    -  Company C (MED)
    -  Company D (Forward Support), aggregata al 1st Squadron, 7th Cavalry Regiment
    -  Company E (Forward Support), aggregata al 91st Brigade Engineer Battalion
    -  Company F (Forward Support), aggregata al 1st Battalion, 82nd Field Artillery Regiment
    -  Company G (Forward Support), aggregata al 2nd Combined Arms Battalion, 5th Cavalry Regiment
    -  Company H (Forward Support), aggregata al 2nd Combined Arms Battalion, 8th Cavalry Regiment
    -  Company J (Forward Support), aggregata al 2nd Combined Arms Battalion, 12th Cavalry Regiment
- 2nd Armored Brigade Combat Team - "Black Jack"
  -  Headquarters & Headquarters Troop
  -  1st Combined Arms Battalion, 5th Cavalry Regiment - "Black Knights"
    -  Headquarters & Headquarters Troop
    -  Troop A (Armor)
    -  Troop B (Armor)
    -  Troop C (Mech Infantry)

  -  1st Combined Arms Battalion, 8th Cavalry Regiment - "Mustangs"
    -  Headquarters & Headquarters Troop
    -  Troop A (Armor)
    -  Troop B (Armor)
    -  Troop C (Mech Infantry)

  -  1st Combined Arms Battalion, 9th Cavalry Regiment - "Thunder Horse"
    -  Headquarters & Headquarters Troop
    -  Troop A (Mech Infantry)
    -  Troop B (Mech Infantry)
    -  Troop C (Armor)

  -  4th Squadron, 9th Cavalry Regiment (RSTA) - "DarkHorse"
    -  Headquarters & Headquarters Troop
    -  Troop A
    -  Troop B
    -  Troop C
    -  Troop D (Armor)

  -  3rd Battalion, 16th Field Artillery Regiment - "Rolling Thunder"
    -  Headquarters & Headquarters Battery
    -  Battery A (Paladin)
    -  Battery B (Paladin)
    -  Battery C (Paladin)

  -  8th Brigade Engineer Battalion - "Trojan Horse"
    -  Headquarters & Headquarters Company
    -  Company A (Combat Engineer)
    -  Company B (Combat Engineer)
    -  Company C (Signal Network Support)
    -  Company D (-) (Military Intelligence)
      - TUAS Platoon - Equipaggiato con 4 RQ-7B Shadow

  -  15th Brigade Support Battalion - "Gambler"
    -  Headquarters & Headquarters Company
    -  Company A (DISTRO)
    -  Company B (Maint)
    -  Company C (MED)
    -  Company D (Forward Support), aggregata al 4th Squadron, 9th Cavalry Regiment
    -  Company E (Forward Support), aggregata al 8th Brigade Engineer Battalion
    -  Company F (Forward Support), aggregata al 3rd Battalion, 16th Field Artillery Regiment
    -  Company G (Forward Support), aggregata al 1st Combined Arms Battalion, 5th Cavalry Regiment
    -  Company H (Forward Support), aggregata al 1st Combined Arms Battalion, 8th Cavalry Regiment
    -  Company J (Forward Support), aggregata al 1st Combined Arms Battalion, 9th Cavalry Regiment
- 3rd Armored Brigade Combat Team - "Greywolf"
  -  Headquarters & Headquarters Troop - "Regulators"
  -  2nd Combined Arms Battalion, 7th Cavalry Regiment - "Ghost"
    -  Headquarters & Headquarters Troop
    -  Troop A (Armor)
    -  Troop B (Armor)
    -  Troop C (Mech Infantry)

  -  3rd Combined Arms Battalion, 8th Cavalry Regiment - "WarHorse"
    -  Headquarters & Headquarters Troop
    -  Troop A (Armor)
    -  Troop B (Armor)
    -  Troop C (Mech Infantry)

  -  1st Combined Arms Battalion, 12th Cavalry Regiment - "Chargers"
    -  Headquarters & Headquarters Troop
    -  Troop A (Mech Infantry)
    -  Troop B (Mech Infantry)
    -  Troop C (Armor)

  -  6th Squadron, 9th Cavalry Regiment (RSTA) - "Saber"
    -  Headquarters & Headquarters Troop
    -  Troop A
    -  Troop B
    -  Troop C
    -  Troop D (Armor)

  -  2nd Battalion, 82nd Field Artillery Regiment - "Steel Dragons"
    -  Headquarters & Headquarters Battery
    -  Battery A (Paladin)
    -  Battery B (Paladin)
    -  Battery C (Paladin)

  -  3rd Brigade Engineer Battalion - "Beavers"
    -  Headquarters & Headquarters Company
    -  Company A (Combat Engineer)
    -  Company B (Combat Engineer)
    -  Company C (Signal Network Support)
    -  Company D (-) (Military Intelligence)
      - TUAS Platoon - Equipaggiato con 4 RQ-7B Shadow

  -  215th Brigade Support Battalion - "Blacksmiths"
    -  Headquarters & Headquarters Company
    -  Company A (DISTRO)
    -  Company B (Maint)
    -  Company C (MED)
    -  Company D (Forward Support), aggregata al 6th Squadron, 9th Cavalry Regiment
    -  Company E (Forward Support), aggregata al 3rd Brigade Engineer Battalion
    -  Company F (Forward Support), aggregata al 2nd Battalion, 82nd Field Artillery Regiment
    -  Company G (Forward Support), aggregata al 2nd Combined Arms Battalion, 7th Cavalry Regiment
    -  Company H (Forward Support), aggregata al 3rd Combined Arms Battalion, 8th Cavalry Regiment
    -  Company J (Forward Support), aggregata al 1st Combined Arms Battalion, 12th Cavalry Regiment
- Combat Aviation Brigade - "Warrior"
  -  Headquarters & Headquarters Company
  -  1st Attack Reconnaissance Battalion, 227th Aviation Regiment - "First Attack"
    -  Headquarters & Headquarters Company
    -  Company A (Attack/Recon) - Equipaggiata con 8 AH-64D
    -  Company B (Attack/Recon) - Equipaggiata con 8 AH-64D
    -  Company C (Attack/Recon) - Equipaggiata con 8 AH-64D
    -  Company D (AVUM)
    -  Company E (Forward Support)

  -  2nd General Support Battalion, 227th Aviation Regiment - "Lobos"
    -  Headquarters & Headquarters Company
    -  Company A (Command) - Equipaggiata con 8 UH-60M
    -  Company B (Heavy Lift) - Equipaggiata con 12 CH-47H
    -  Company C (MEDEVAC) - Equipaggiata con 15 HH-60M
    -  Company D (AVUM)
    -  Company E (Forward Support)
    -  Company F (ATS)

  -  3rd Assault Helicopter Battalion, 227th Aviation Regiment - "Spearhead"
    -  Headquarters & Headquarters Company
    -  Company A (Assault) - Equipaggiata con 10 UH-60M
    -  Company B (Assault) - Equipaggiata con 10 UH-60M
    -  Company C (Assault) - Equipaggiata con 10 UH-60M
    -  Company D (AVUM)
    -  Company E (Forward Support)

  -  7th Heavy Attack Reconnaissance Squadron, 17th Cavalry Regiment - "Ruthless Riders"
    -  Headquarters & Headquarters Troop
    -  Troop A (Attack/Recon) - Equipaggiata con 8 AH-64D e 4 RQ-7B Shadow
    -  Troop B (Attack/Recon) - Equipaggiata con 8 AH-64D e 4 RQ-7B Shadow
    -  Troop C (Attack/Recon) - Equipaggiata con 8 AH-64D e 4 RQ-7B Shadow
    -  Troop D (AVUM)
    -  Troop E (Forward Support)

  -  Company F, 227th Aviation Regiment - Equipaggiata con 12 MQ-1C Gray Eagle
  -  615th Aviation Support Battalion - "Cold Steel"
    -  Headquarters & Headquarters Company
    -  Company A (DISTRO)
    -  Company B (AVIM)
    -  Company C (Signal Network)
- Field Artillery Brigade - "Red Team"
  -  Headquarters & Headquarters Battery, Division Artillery
- 1st Cavalry Division Sustainment Brigade - "Wagonmasters"
  -  Headquarters & Headquarters Company
  -  Special Troops Battalion - "Wranglers"
    -  Headquarters & Headquarters Company
    -  Signal Company

  -  553rd Combat Sustainment Support Battalion
    -  Headquarters & Headquarters Company
    -  602nd Maintenance Company
    -  62nd Quartermaster (Field Feeding) Company
    -  96th Transportation Company
    -  154th Transportation Company (Composite Truck, Heavy)
    -  249th Transportation Company (Light-Medium Truck), Texas Army National Guard
    -  289th Quartermaster (Composite Supply) Company
    -  664th Ordnance Company

## Comandanti[126]

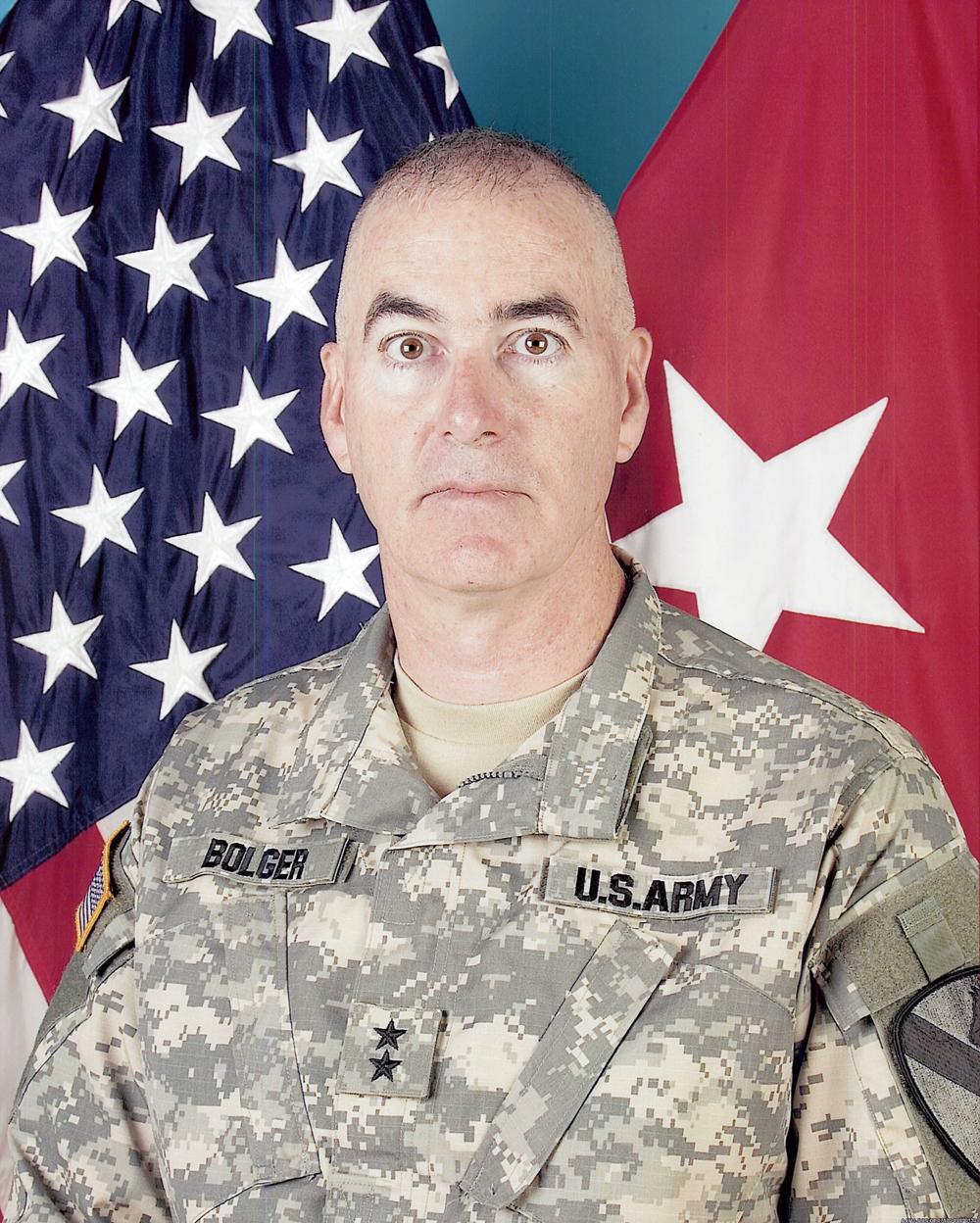
Il maggior generale Daniel P. Bolger, comandante nel gennaio 2010

| - Maj. Gen. Robert L. Howze settembre 1921 - giugno 1925 - Brig. Gen. Joseph C. Castner giugno 1925 - gennaio 1926 - Maj. Gen. Edwin B. Winaus gennaio 1926 - ottobre 1927 - Brig. Gen. Samuel D. Rockenback ottobre 1927 - novembre 1927 - Maj. Gen. George Van Horn Moseley novembre 1927 - settembre 1929 - Brig. Gen. Charles J. Symmonds settembre 1929 - ottobre 1930 - Brig. Gen. George C. Barnhardt ottobre 1930 - dicembre 1930 - Maj. Gen. Ewing E. Booth dicembre 1930 - marzo 1932 - Brig. Gen. Walter C. Short marzo 1932 - marzo 1933 - Maj. Gen. Frank R. McCoy marzo 1933 - ottobre 1933 - Brig. Gen. Walter C. Short ottobre 1933 - aprile 1934 - Brig. Gen. Hamilton S. Hawkins aprile 1934 - settembre 1936 - Brig. Gen. Francis Le J. Parker settembre 1936 - ottobre 1936 - Maj. Gen. Ben Lear Ottobre 1936 - novembre 1938 - Maj. Gen. Kenyon A. Joyce novembre 1938 - ottobre 1940 - Maj. Gen. Robert C. Richardson, Jr. Ottobre 1940 - febbraio 1941 - Maj. Gen. Innis Palmer Swift febbraio 1941 - agosto 1944 - Maj. Gen. Verne D. Mudge agosto 1944 - febbraio 1945 - Brig. Gen. Hugh F. T. Hoffman febbraio 1945 - luglio 1945 - Maj. Gen. William C. Chase agosto 1945 - febbraio 1949 - Brig. Gen. William B. Bradford febbraio 1949 - febbraio 1949 - Maj. Gen. John M. Devine febbraio 1949 - agosto 1949 - Brig. Gen. Henry I. Hodes agosto 1949 - settembre 1949 - Maj. Gen. Hobart R. Gay settembre 1949 - febbraio 1951 - Maj. Gen. Charles D. Palmer febbraio 1951 - luglio 1951 - Maj. Gen. Thomas L. Harrold luglio 1951 - marzo 1952 - Maj. Gen. Arthur G. Trudenu marzo 1952 - marzo 1953 - Brig. Gen. William J. Bradley marzo 1953 - aprile 1953 - Maj. Gen. Joseph P. Cleland maggio 1953 - giugno 1953 - Maj. Gen. Armistead D. Mead giugno 1953 - dicembre 1954 - Brig. Gen. Orlando C. Troxel Jr. Dicembre 1954 - Maggio 1955 - Maj. Gen. Edward J. McGraw maggio 1955 - novembre 1956 - Maj. Gen. Edwin H. J. Carns novembre 1956 - agosto 1957 - Maj. Gen. Ralph W. Zwicker ottobre 1957 - gennaio 1958 - Maj. Gen. George E. Bush gennaio 1958 - aprile 1959 - Maj. Gen. Charles E. Beauchamp aprile 1959 - Maggio 1960 | - Maj. Gen. Charles G. Dodge maggio 1960 - dicembre 1960 - Maj. Gen. Frank H. Britton dicembre 1960 - luglio 1961 - Maj. Gen. James K. Woolnough luglio 1961 - settembre 1962 - Brig. Gen. D.C. Clayman settembre 1962 - ottobre 1962 - Maj. Gen. Clifton F. Von Kann ottobre 1962 - giugno 1963 - Brig. Gen. Charles P. Brown giugno 1963 - agosto 1963 - Maj. Gen. Chas F. Leonard Jr. Agosto 1963 - ottobre 1964 - Maj. Gen. Hugh Exton ottobre 1964 - giugno 1965 - Maj. Gen. Harry W. O. Kinnard luglio 1965 - Maggio 1966 - Maj. Gen. John Norton maggio 1966 - marzo 1967 - Maj. Gen. John J. Tolson marzo 1967 - agosto 1968 - Brig. Gen. Richard L. Irby agosto 1968 - agosto 1968 - Maj. Gen. George T. Forsythe agosto 1968 - aprile 1969 - Maj. Gen. E. B. Roberts maggio 1969 - Maggio 1970 - Maj. Gen. George William Casey Maggio 1970 - luglio 1970 - Maj. Gen. George W. Putnam agosto 1970 - Maggio 1971 - Maj. Gen. James C. Smith maggio 1971 - gennaio 1973 - Maj. Gen. Robert M. Shoemaker gennaio 1973 - febbraio 1975 - Maj. Gen. Julius W. Becton, Jr. febbraio 1975 - novembre 1976 - Maj. Gen. W. Russell Todd novembre 1976 - novembre 1978 - Maj. Gen. Paul S. Williams Jr. Novembre 1978 - novembre 1980 - Maj. Gen. Richard D. Lawrence novembre 1980 - luglio 1982 - Maj. Gen. Andrew P. Chambers luglio 1982 - giugno 1984 - Maj. Gen. Michael J. Conrad giugno 1984 - giugno 1986 - Maj. Gen. John J. Yeosock giugno 1986 - Maggio 1988 - Maj. Gen. William F. Streeter maggio 1988 - luglio 1990 - Maj. Gen. John H. Tilelli, Jr. luglio 1990 - luglio 1992 - Maj. Gen. Wesley K. Clark luglio 1992 - marzo 1994 - Maj. Gen. Eric K. Shinseki marzo 1994 - luglio 1995 - Maj. Gen. Leon J. LaPorte luglio 1995 - luglio 1997 - Maj. Gen. Kevin P. Byrnes luglio 1997 - ottobre 1999 - Maj. Gen. David D. McKiernan Ottobre 1999 - ottobre 2001 - Maj. Gen. Joe Peterson ottobre 2001 - agosto 2003 - Maj. Gen. Peter W. Chiarelli agosto 2003 - novembre 2005 - Maj. Gen. Joseph F. Fil Jr. Novembre 2005 - febbraio 2008 - Brig. Gen. Vincent K. Brooks (Acting Commander) febbraio - aprile 2008 - Maj. Gen. Daniel P. Bolger aprile 2008 - Oggi |

## Cultura di massa
(Capitano Benjamin L. Willard, voice-over in Apocalypse Now)
- Abbiamo già ricordato il film Apocalypse Now (1-9 Cav)
- Analogamente per la pellicola (ed il romanzo omonimo) We Were Soldiers (1-7 Cav)
- Il personaggio di Walt Kowalski (interpretato da Clint Eastwood) nel film Gran Torino era stato membro della 1CD
- Nel film Il castello il generale Wheeler sfoggia il distintivo della 1CD sulla spalla destra dell'uniforme
- In Eureka, il generale Mansfield del DoD indossa anch'egli il distintivo in parola
- Oliver Stone, veterano di un reparto ricognizione della 1CD, realizzò il film Platoon muovendo dalla sua esperienza in Vietnam. Il personaggio di "Elias" è ispirato ad un soldato realmente esistito, Juan Angel Elias, che perse la vita in combattimento.

## Araldica

### Insegna da spalla
Descrizione: Su uno scudo normanno con angoli arrotondati da 5.25 pollici (133 mm) a piena altezza, una striscia diagonale nera che si estende dall'estremo superiore sinistro dello scudo sino all'estremo inferiore destro, sormontato da una testa mozza di cavallo, il tutto circondato da un bordo verde da 0.125 pollici (3,2 mm).
Simbolismo: Il giallo, colore tradizionale della cavalleria, e la testa di cavallo si riferiscono all'originaria natura di reparto equestre. Il nero, simboleggiante l'acciaio, allude al passaggio ai carri armati e relative blindature. La striscia nera diagonale rappresenta una bandoliera da spada ed è un segno di onore militare; implica anche un movimento "in avanti sul campo" e pertanto incarna slancio aggressivo ed attacco. L'unica banda araldica, e l'unica testa di cavallo, parimenti alludono alla designazione numerica ("1") della divisione.
Sfondo: L'insegna da spalla fu approvata originariamente il 3 gennaio 1921 con parecchie varianti di colore per quanto riguarda la banda e la testa equina, per contraddistinguere i vai reparti dipendenti dalla divisione in esame. La configurazione attuale — unica per ogni reparto dipendente — fu istituita il giorno 11 dicembre 1934, venendo meno contestualmente le varianti precedentemente previste.

### Insegna distintiva di reparto
Descrizione: Un oggetto metallico smaltato, alto complessivamente un pollice (25,4 mm), di disegno praticamente identico a quello già descritto, salvo per la banda "caricata" di due stelle a cinque punte.
Il comandante della divisione ed il suo stato maggiore utilizzarono questo distintivo, al posto di quello ordinario da spalla illustrato poc'anzi, dal 1922 al 1934.